# 东南大学
东南大学（英語：Southeast University），簡稱東大，位于中华人民共和国江苏省南京市，是中央直管、教育部直属的研究型综合性大学，原四大工学院、建筑老八校之一。东南大学以工科和理科见长，前身是南京工学院，1952年院系调整时组建。
东南大学是中华人民共和国顶尖高校之一，是双一流A类和原985工程、原211工程重点建设大学，同時是2011计划、111计划入选高校，也是卓越大学联盟、卓越工程师教育培养计划、卓越医生教育培养计划、一带一路高校联盟、中英大学工程教育与研究联盟、中俄工科大学联盟、中欧工程教育平台、长三角高校合作联盟主要成员。

## 简介
东南大学的前身國立東南大學是20世纪初中国較早建立的现代高等学府。2012年中国国务院总理温家宝为东南大学建校110周年题词“以科学名世，以人才报国”。
东南大学依据“打造强势工科、强化优势理科、发展精品文科、建设特色医科”的一流学科发展战略多学科协调发展，在2017年9月教育部公布的“世界一流大学和一流学科建设”计划中，东南大学入选11个世界一流学科建设点（数量居中国内地高校第8位）；在2017年12月教育部公布的第四次全国学科评估中，东南大学5个学科获评“A+”顶级学科（数量亦居中国内地高校第8位）。现有10个国家重点实验室、国家工程实验室、国家专业实验室和国家工程（技术）研究中心，17个教育部重点实验室和教育部工程研究中心，32个其他省部级重点实验室、工程（技术）研究中心、人文学科和社会科学研究中心、重点智库，以及东南大学建筑研究所、太赫兹研究所、医学影像与精确诊治技术研究中心、学习科学研究中心、空间科学与技术研究院（阿尔法磁谱仪 AMS研究中心）、汽车工程研究院、生命科学研究院、城市工程科学技术研究院、南京通信技术研究院、智能运输系统（ITS）研究中心、现代计算机集成制造系统(CIMS)研究中心、集团经济与产业组织研究中心等近百个学术科研机构。
东南大学目前在美国和白俄罗斯设有3个孔子学院，同时与全球100多所大学和研究机构签订了合作交流协议，在校留学生人数达到1989人，其中学历留学生1547人，留学研究生618人，学历留学生和留学研究生数均居中国江苏省第一。东南大学—蒙纳士大学苏州联合研究生院是教育部批准的第一个中外联合研究生院。曾任东南大学校长的韦钰院士是1978年改革开放后第一批留学生代表，作为中国第一位电子学女博士，德国学成回国后，在东南大学创建了中国第一个分子与生物电子学实验室（现名吴健雄实验室）及中国第一个“生物电子学”（生物医学工程）博士点。
东南大学是中国国防科工局、教育部共建16所部属高校之一，教育部批准的中国首批自主招生试点高校、建设高水平艺术团试点高校、建设高水平运动队试点高校，拥有中国科技部、教育部首批试点及首批授牌的国家大学科技园。

## 历史

### 院系调整时期（1949–1952）
| 校名         | 系科数(专业数) | 学生数 | 教员数 |
| ------------ | -------------- | ------ | ------ |
| 南京工学院   | 7(23)          | 1948   | 265    |
| 南京大学     | 13(28)         | 1772   | 254    |
| 南京农学院   | 5              | 722    | 145    |
| 南京师范学院 | 6              | 638    | 106    |
| 华东水利学院 | 4(8)           | 1022   | 61     |
| 华东航空学院 | 2              | 453    | 52     |
| 南京林学院   | 3(4)           | 236    | 20     |

1949年1月，南京国民政府的失败已经成为定局，中大校长周鸿经奉命迁校。但中大教职工普遍对国民党丧失去信心，多数教授决定留在南京。周鸿经弃职离校后，中大在共产党地下组织的主持下先后组成应变委员会、临时校务委员会维持校务、保护校产，准备迎接中国人民解放军入城。4月1日，南京爆发反对国民党政府的学生游行，遭到军警镇压，中大两名学生遇难。4月23日，解放军开进南京，军管会派赵卓到中大接管，宣布由梁希主持校务。8月8日，中大接华东教育部通知，改名为国立南京大学（1950年10月去“国立”两字），潘菽任校长。1950年，安徽大学土木系和艺术系并入南京大学。
这一时期，全校各学院的教学规模处于停滯状态，只有工学院仍有一定发展。1949年，工学院由钱锺韩任院长，仍设7个系共47名正、副教授。全校1949年有学生2363人，其中工学院634人，1951年全校本科生共2545人，其中工学院976人，占全校的38%，是当时学校最大的学院。
1952年，以“培养工业建设人才和师资”为主要目的的大规模高校院系调整开始了。在南京，以原南京大学工学院机械工程系、土木工程系、化学工程系、建筑工程系、电机工程系以及农学院食品工业系共6个系为基础，并入金陵大学化学工程系和电机工程系，以及江南大学机械工程系、电机工程系和食品工业系，成立多科性的工业大学，名为南京工学院。原南京大学其它院系与前金陵大学等校有关院系分别合并，作为主体成立了南京大学、南京师范学院、南京农学院，并与其他学校的有关专业共同组建了南京林学院、华东水利学院和华东航空学院等校，已于1951年独立并划归华东卫生部的原南京大学医学院更名为第五军医大学，从此原中央大学各院系踏上了独立发展的道路。调整后的工学院师生众多，因此留在当时南京最大的校园——原中央大学四牌楼本部。1952年至1953年，又有武汉大学、浙江大学、复旦大学、厦门大学、交通大学、山东工学院等校部分专业先后并入。
1952年夏院系调整，原南京大学物理系留下沙玉彦为首的少数教师，加上外校调入的部分物理教师，组成南京工学院物理教研组。
1952年夏院系调整后，中央大学的一枚官方印章——关防印信由南京工学院保存。现藏于东南大学档案馆。

### 南京工学院时期（1952–1988）

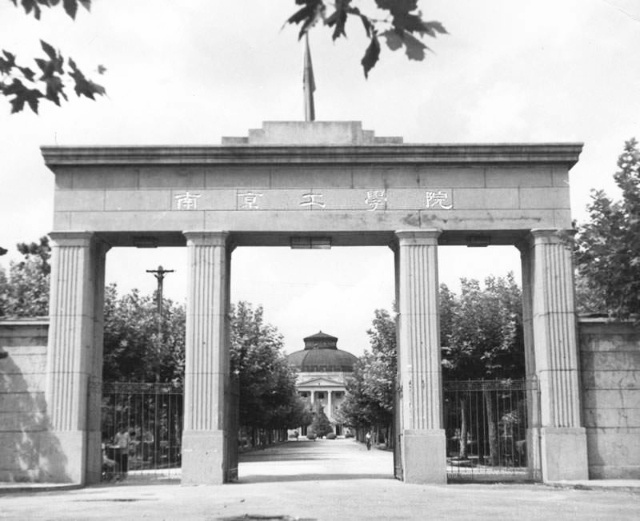
南京工学院

1952年底，南京工学院设建筑系、机械工程系、电力工程系、电信工程系、土木工程系、化学工程系、食品工业系共7个系及基础课教研组，开设10个本科与10个专科专业，有教员265人、学生1948人、正副教授87人，在南京是规模最大的高等院校。1954年，电信系更名无线电系，电力系合并机械系的热能动力装置专业，更名为动力系。1957年，机械系扩分为机械一系（机械工程系）和机械二系（农业机械工程系）。1958年前后，数学、物理、化学、力学、体育等教研组合组为基础课部，1961年更名为基础科学系。在中华人民共和国建国初期大力进行工业基础建设的历史背景下，全院师生艰苦奋斗，学校得到了快速发展。当时全国高校都在进行全面学习苏联的教学改革，南京工学院在深入学习苏联的同时坚持中国的实际进行创新，建筑系和无线电系提出的教学计划和方案深受兄弟院校好评。在教学改革中，南京工学院增建实验室，调整系科结构，增设了一批新专业。机械工程系创办了中国最早的农业机械、电子精密机械和电子设备结构专业，主编了中国第一本机械类教材《机械原理》。

#### 三学院合校办学时期（1952–1954）
1952年，华东航空学院（今西北工业大学主体）和华东水利学院（今河海大学）尚未独立建成校舍且缺少基础课师资，南京工学院将四牌楼部分校舍借给华航和华水，三学院院在四牌楼合校办学，部分职能部门由南京工学院统办，公共课、基础课和部分基础技术课的教学由南京工学院承担，三院相近专业的学生同堂上课。1953年华东水利学院迁往西康路现址和1954年华东航空学院迁往中山门外卫岗时，南京工学院向华水和华航调配了一批教师。
- 华东航空学院（今西北工业大学主体）成立于1952年，由于校舍尚未开始建设，而且学院的基础课师资来不及配齐，自1952年秋至1954年夏的两个学年均设在南京工学院内，部分课程由南京工学院协助。1953年初开始，学院在中山门外紫金山南麓的卫岗建设校舍，由南京工学院规划设计，1954年夏从南京工学院校区迁出。[23]
- 华东水利学院（今河海大学）成立于1952年，由于清凉山新院址尚未建成，1952学年度时华东水利学院部分暂时设在南京工学院办学办公。清凉山院址由同济大学帮助规划设计，1953年9月全院自南京工学院校区迁入清凉山西康路现址。

#### 组建四所新学院（1956–1960）
1956年至1960年间，南京工学院陆续分出多个系科，组建或参建了4所高等院校。
- 1955年，中央高教部决定将无线电工程系西迁成都，与交通大学、华南工学院相关系科共同组建成都电讯工程学院（今电子科技大学）。经系主任陈章、院长汪海粟和江苏省委的努力争取，1956年周恩来总理决定无线电系调出19名骨干教师参与组建成电，其余停迁[24]。
- 1958年，化学工程系划出成立南京化工学院（今南京工业大学主体）。
- 同年，食品工业系迁往无锡，成立无锡轻工学院（今江南大学主体）。
- 1960年，以机械二系为基础筹建南京农业机械学院，次年迁往镇江并更名为镇江农业机械学院（今江苏大学主体）[22]。

### 东南大学时期（1988–）

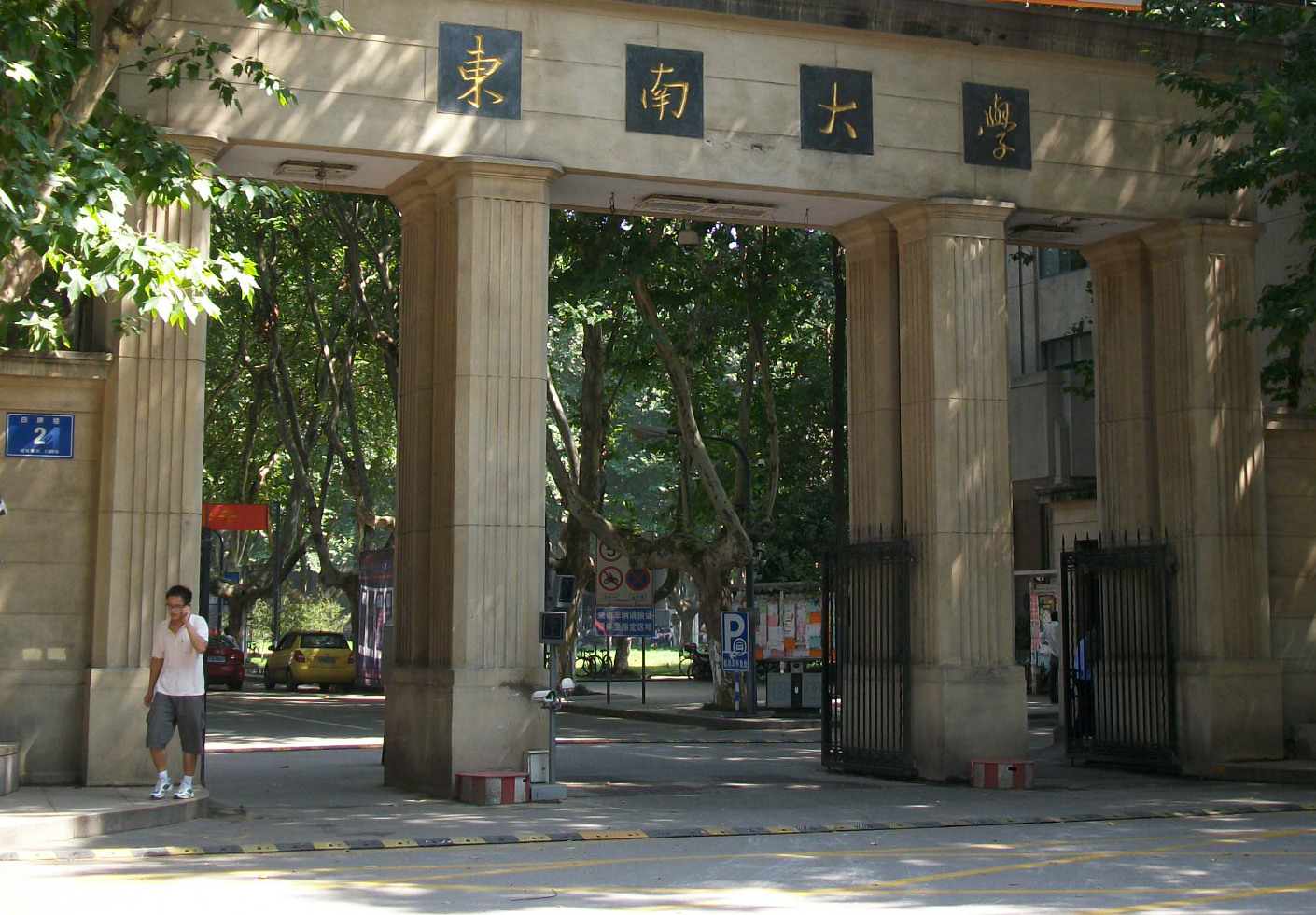
东南大学四牌楼校区正门，2011年

1988年6月，南京工学院更名东南大学，开始由工科大学向以理工科为主的综合性大学转变。同年12月东大浦口校区奠基，并于1990年9月投入使用。
1991年，东南大学作为国家教委的改革试点，在全国高校中率先进行了校内管理体制改革。1993年，东南大学又在全国高校中最先进行招生及奖学金制度的改革。
1996年12月，东南大学入选“211工程”大学。2001年2月，东南大学入选“985工程”大学，并正式签署985协议。
2000年4月，东南大学与南京铁道医学院合并。南京铁道医学院原为第五军医大学（原南京大学医学院）1954年将主体迁往西安后留在南京的部分与其它三所军队医科学校共同组建的中国人民解放军第六军医学校，校址设于原中央大学丁家桥二部。1958年，第六军医学校划归铁道部，更名为南京铁道医学院。同年，紧邻浦口校区的南京交通高等专科学校和紧邻四牌楼校区的南京地质学校并入东南大学，暂时缓解了东南大学紧张的用地形势。由于浦口校区仍然不能满足学校需要，2003年东南大学开始在江宁区筹建九龙湖校区。2006年，东南大学占地近4000亩（含水域面积）的九龙湖校区投入使用，原浦口校区被用来作为东南大学成贤学院校址。

## 校园
东南大学目前拥有四牌楼、丁家桥、九龙湖3个校区，共计5980亩，分布于中国江苏省南京市的市区及郊区，以及无锡分校、苏州研究生院、常州研究院、盐城新能源汽车研究院。四牌楼、丁家桥、九龙湖三个校区为东南大学的主要使用的校区，其中九龙湖校区为主校区，丁家桥校区为医学院所在地。晓庄和长江后街校区已不承担教学和科研任务，校区建制被撤消。浦口校区已整体移交民办的独立学院东南大学成贤学院使用。

### 四牌楼校区

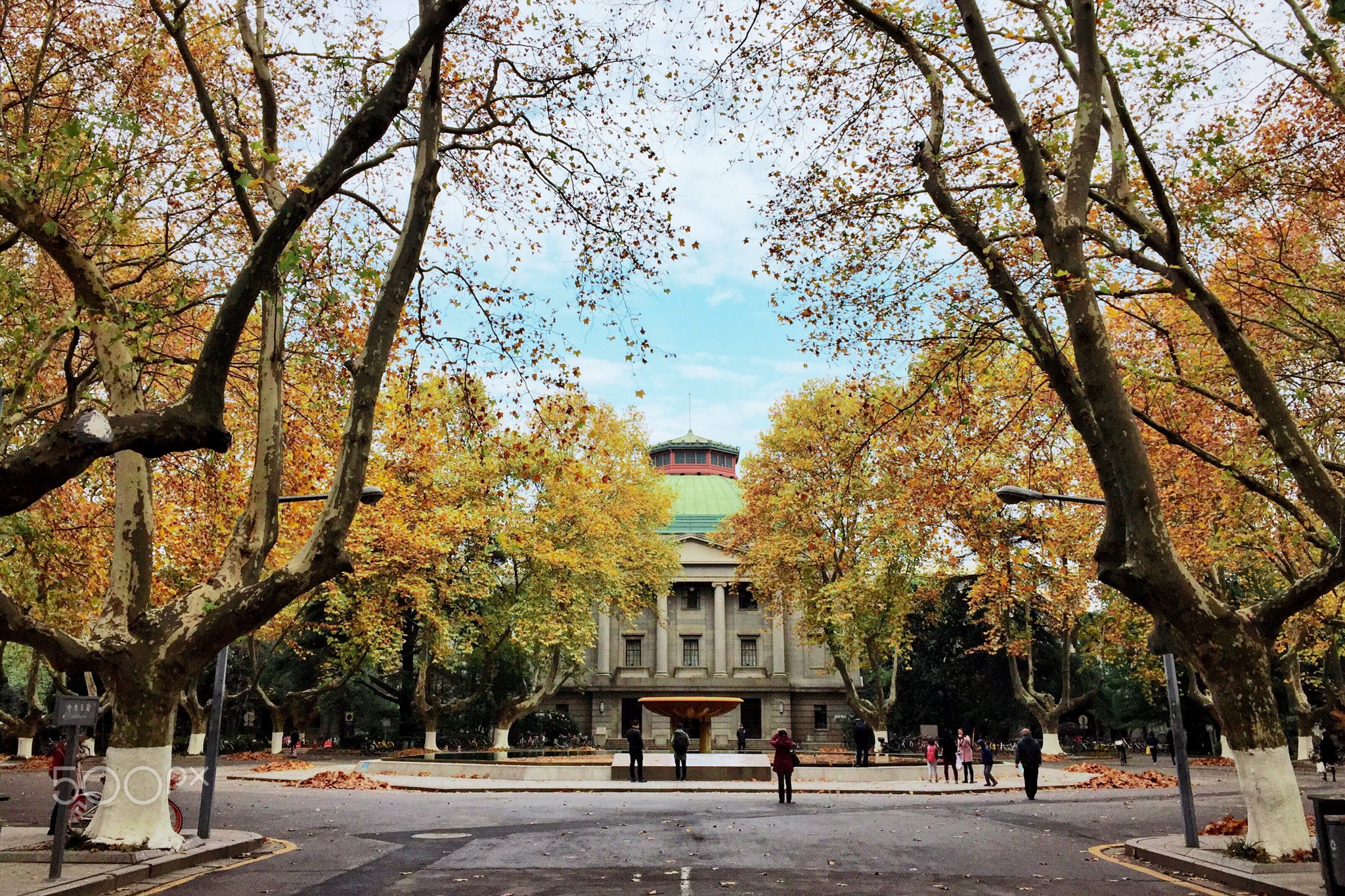
秋日的东南大学四牌楼校区大礼堂、梧桐道与喷水池

东南大学四牌楼校区位于六朝园囿遗址之上，明朝时为南京国子监的所在地。校园内的六朝松有上千年树龄，相传为梁武帝手植于六朝时期，是东南大学的象征之一。四牌楼校园是原國立中央大學旧址，主要建筑大多为民国时期所建，多为西方古典主义风格。2006年，以“中央大学旧址”之名列为第六批全国重点文物保护单位，其中大礼堂是东南大学的标志性建筑。2016年9月，南京中央大学旧址（东南大学四牌楼校区）入选中国文物学会、中国建筑学会在北京联合公布的“首批中国20世纪建筑遗产名录”。
四牌楼校区可以大致分为校园和生活区两部。校园北至北京东路、南临学府路，分别以成贤街和进香河路为东西界。生活区松散地分布在校园四周。校东兰园位于太平北路以东，为本科生、研究生宿舍区和教工住宅区，穿越太平北路再经文昌桥、成贤街可达校园东门。沙塘园和成园宿舍区位于校园以南，为研究生和博士生宿舍区。香园位于校园西门香河路西侧，为原南京地质学校校园，为研究生和部分本科生宿舍区。临近有东南大学附属幼儿园。
四牌楼校园面积约600亩，1980年代在教委直属院校中面积最小。1990年浦口校区一期建成，土地紧缺对办学的压力略减，但四牌楼依旧是学校本部，担负着高年级本科生、全部研究生以及全部教师的教学研究工作，所有实验室也位于本部。2006年九龙湖校区一期建成，四牌楼校区作为本部的历史使命结束。

#### 校区地标

##### 六朝松
六朝松矗立在东南大学四牌楼校园西北隅，实为桧柏。树高9.58米，围2.65米，古劲苍虬，相传为南朝梁武帝手植，故名。为东南大学标志。

##### 国立中央大学旧址建筑群

中央大学旧址部分建筑
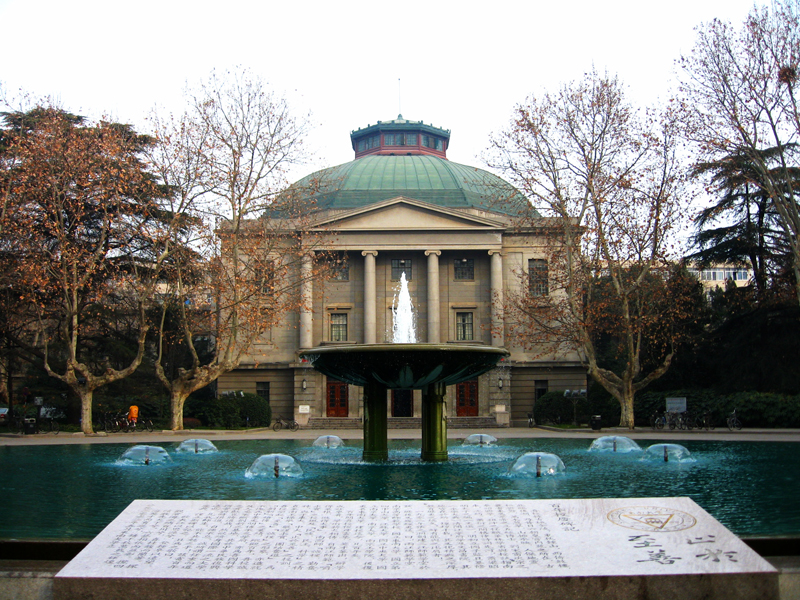
大礼堂
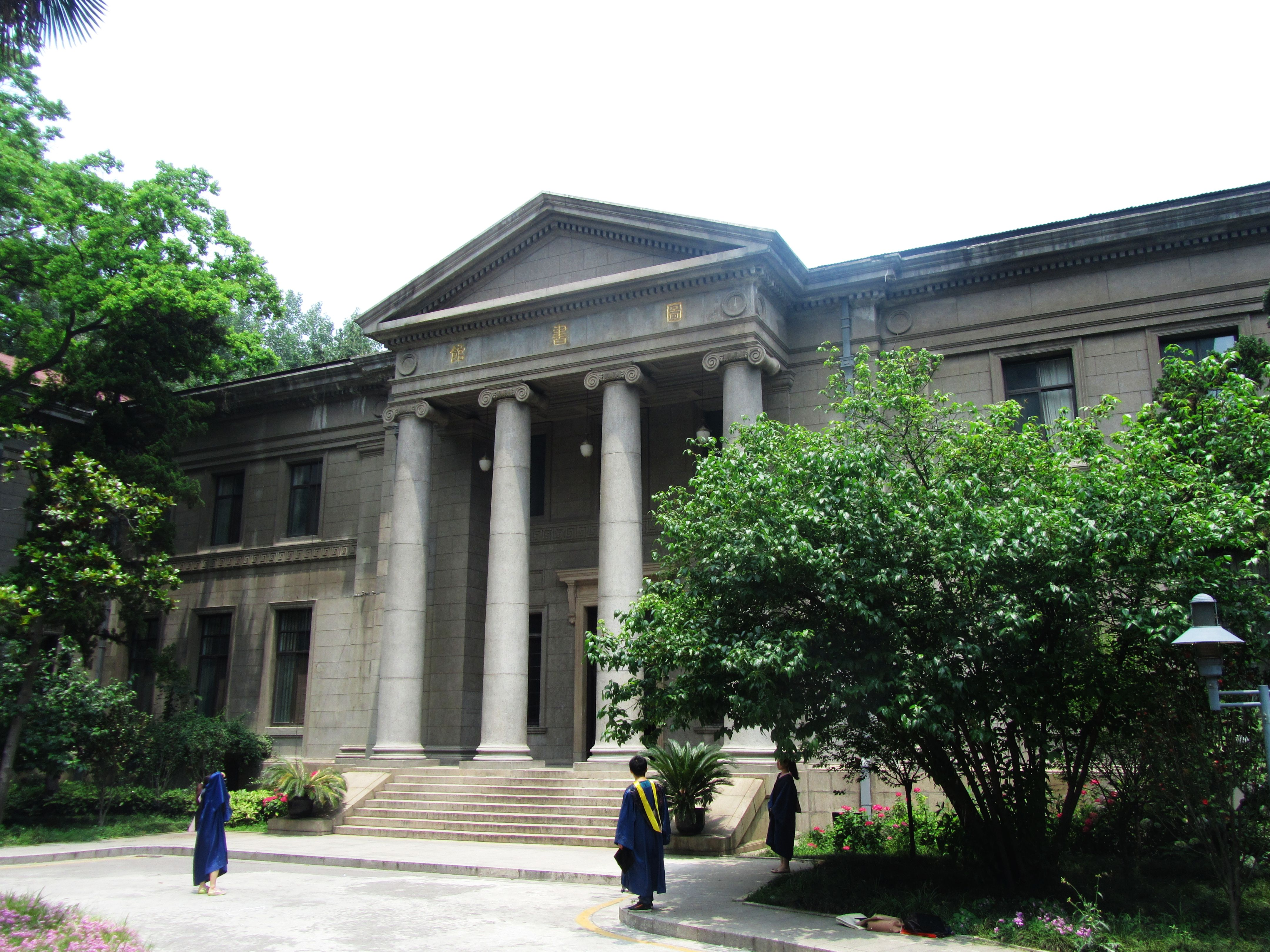
孟芳图书馆
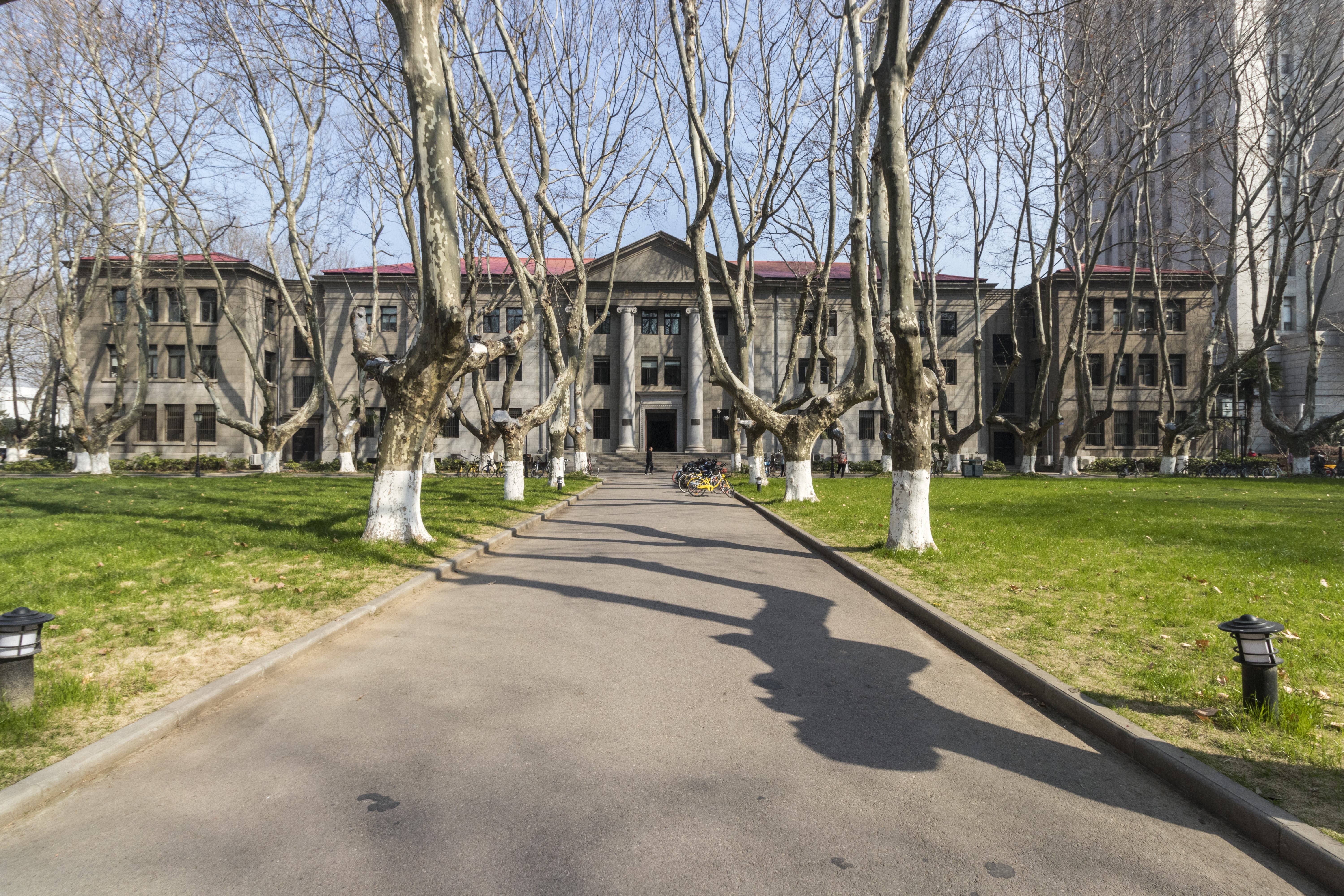
中大院，原生物馆
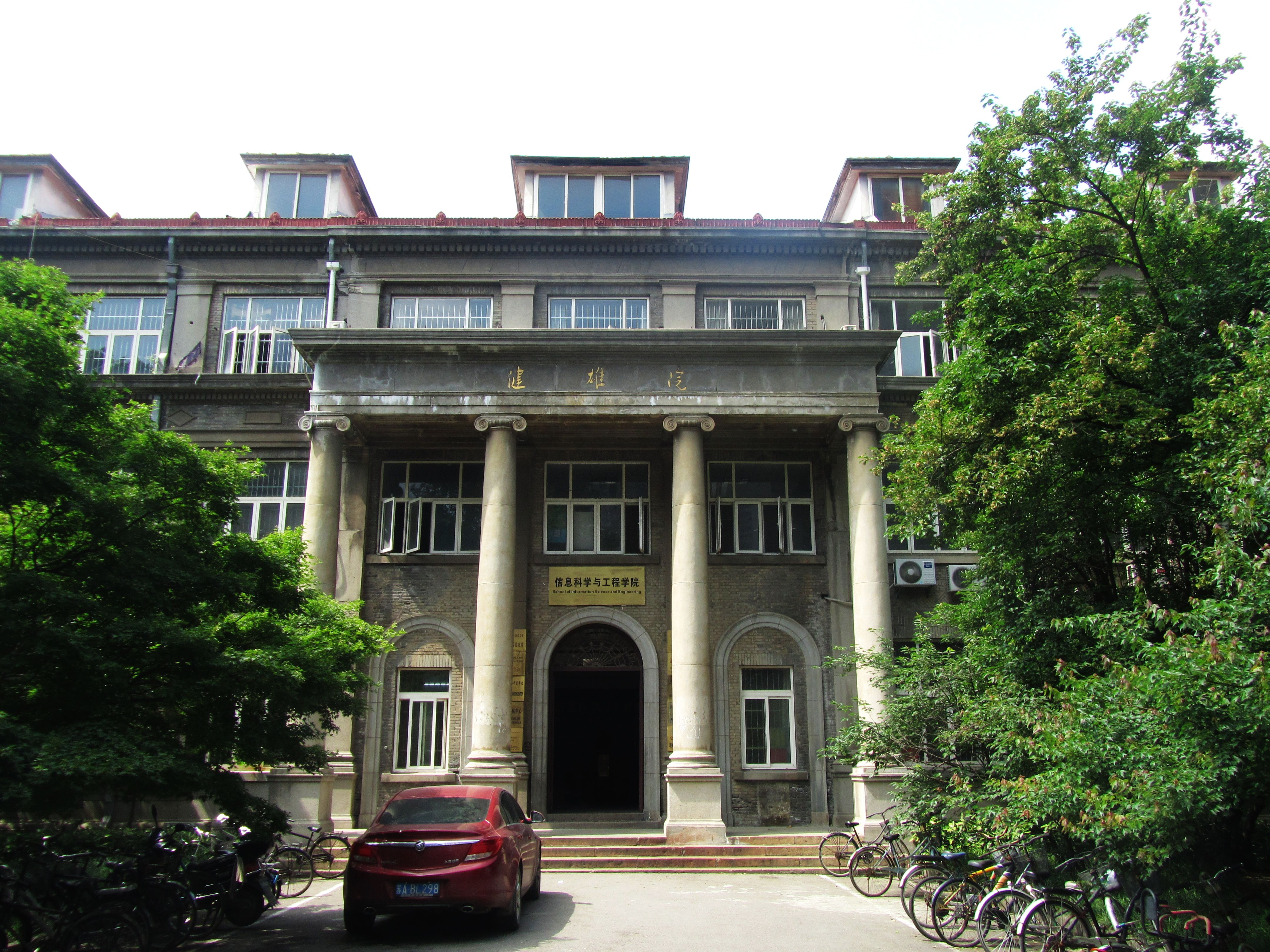
健雄院，原科学馆
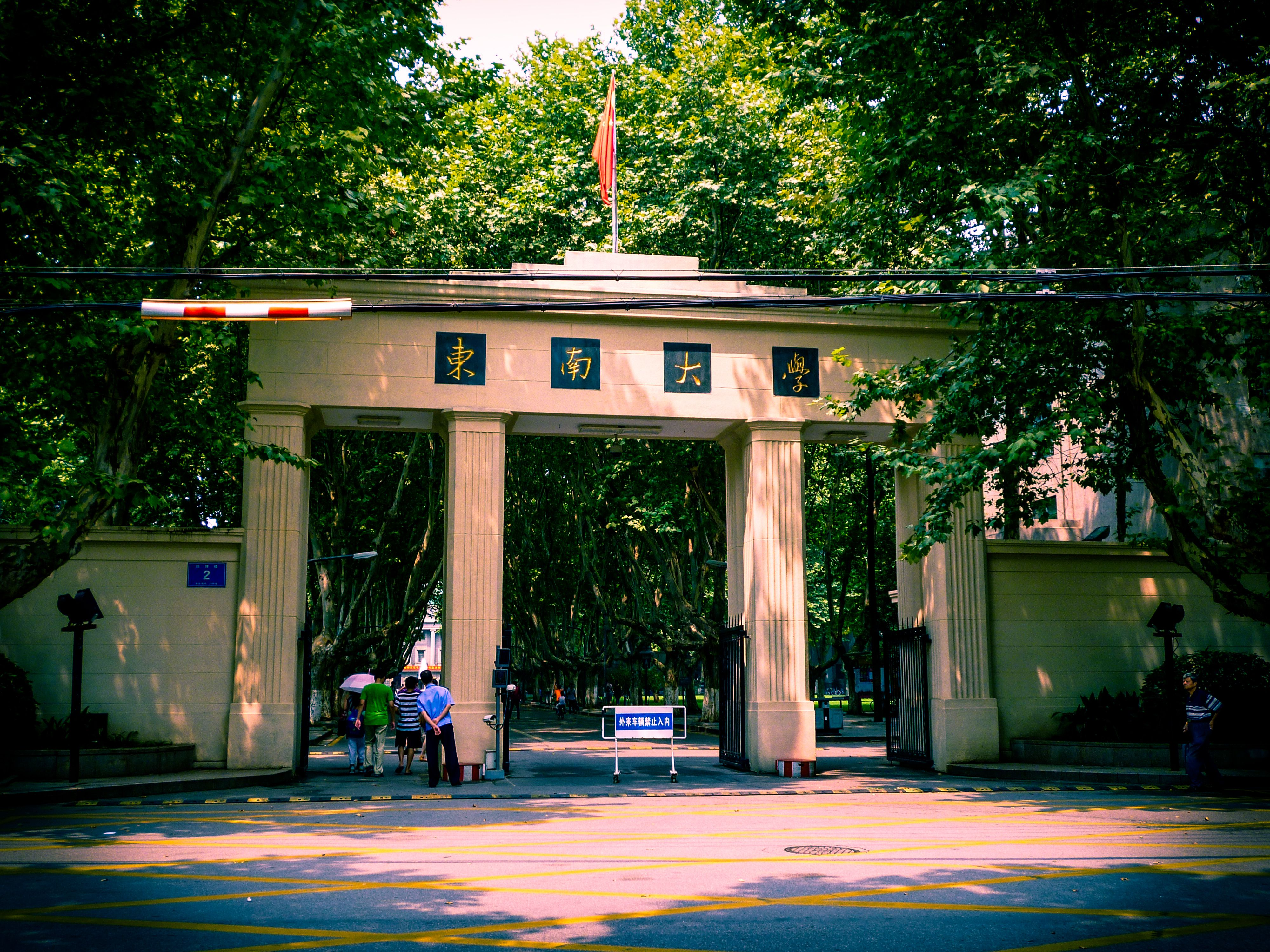
南大门
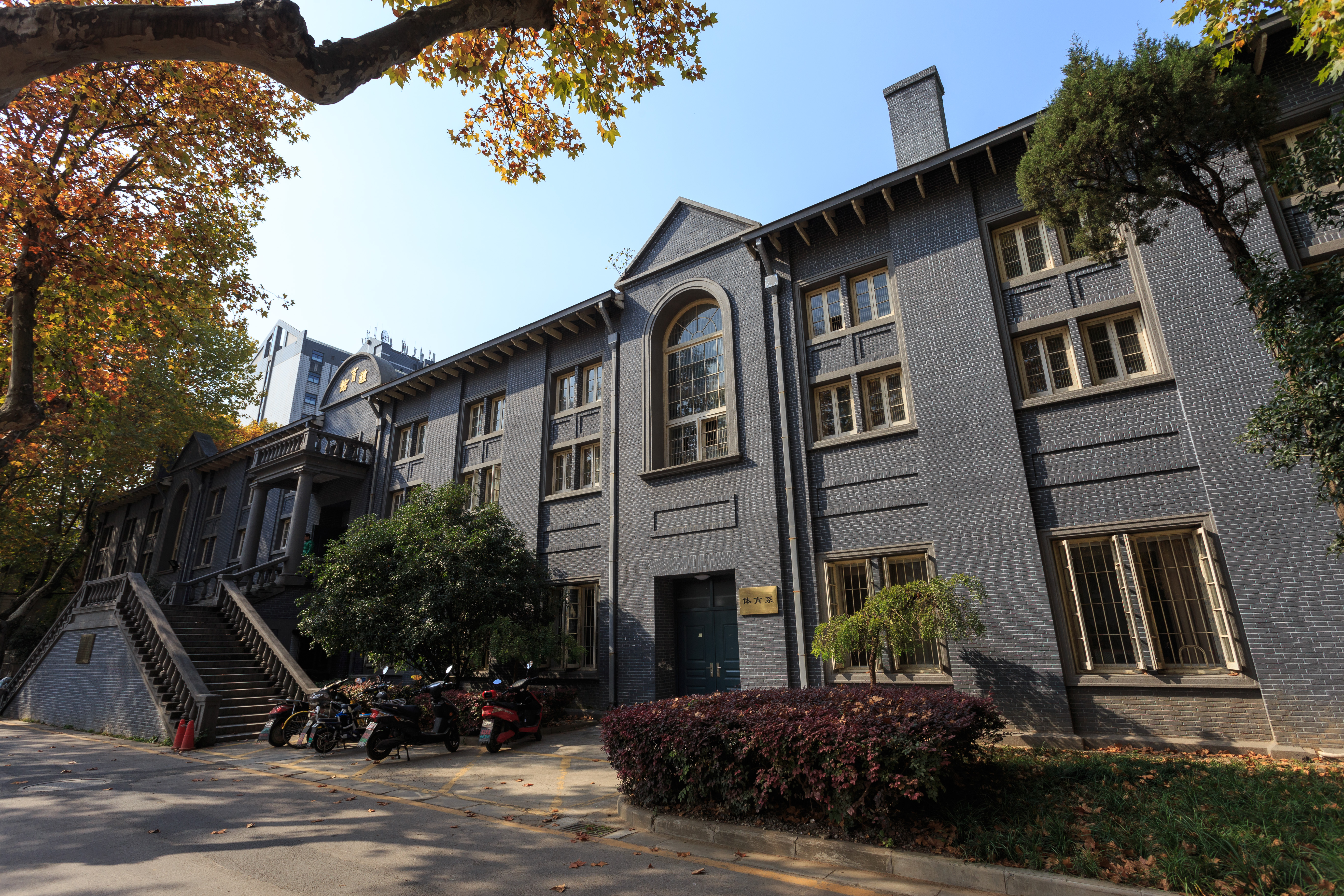
体育馆
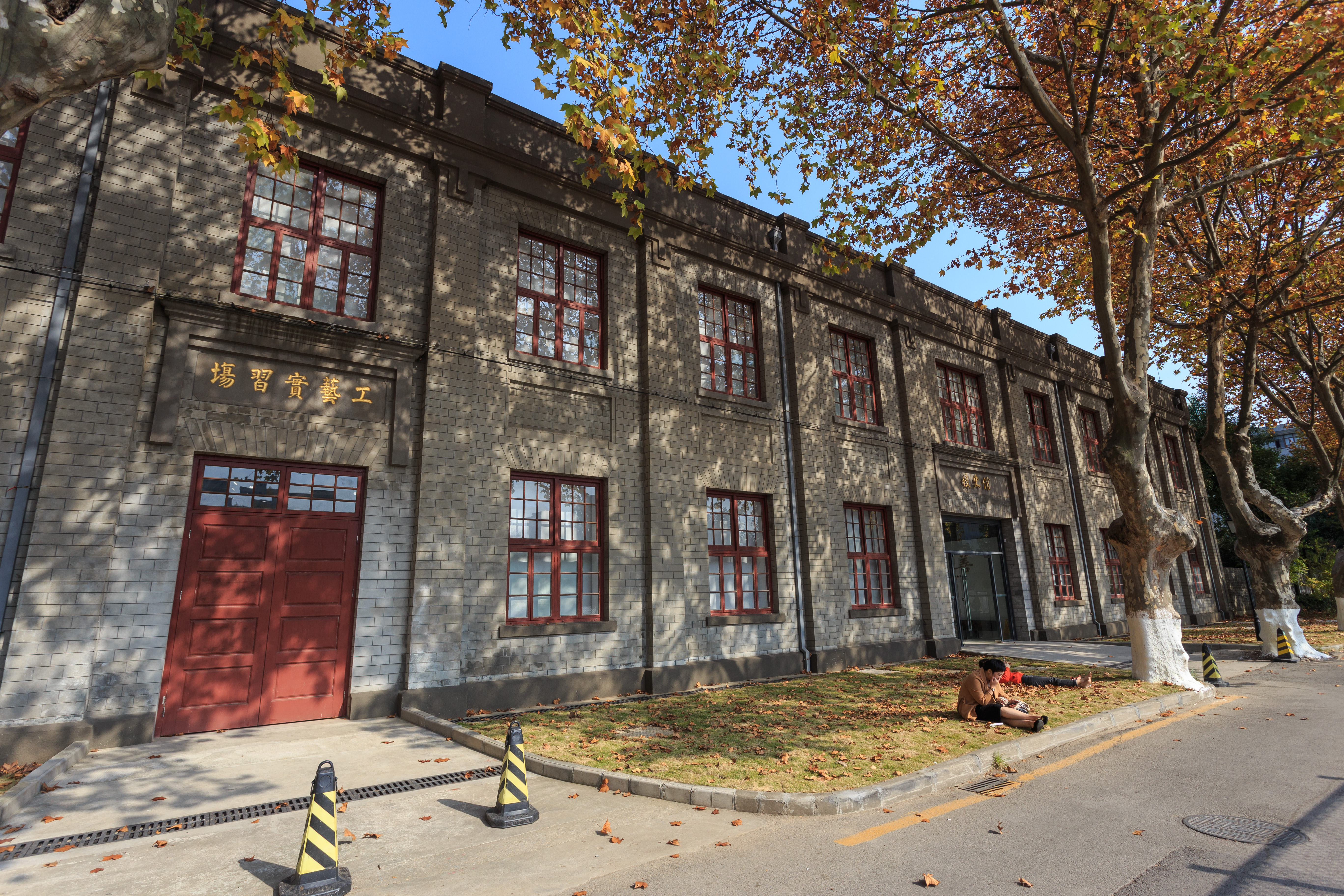
校史馆，原工艺实习场
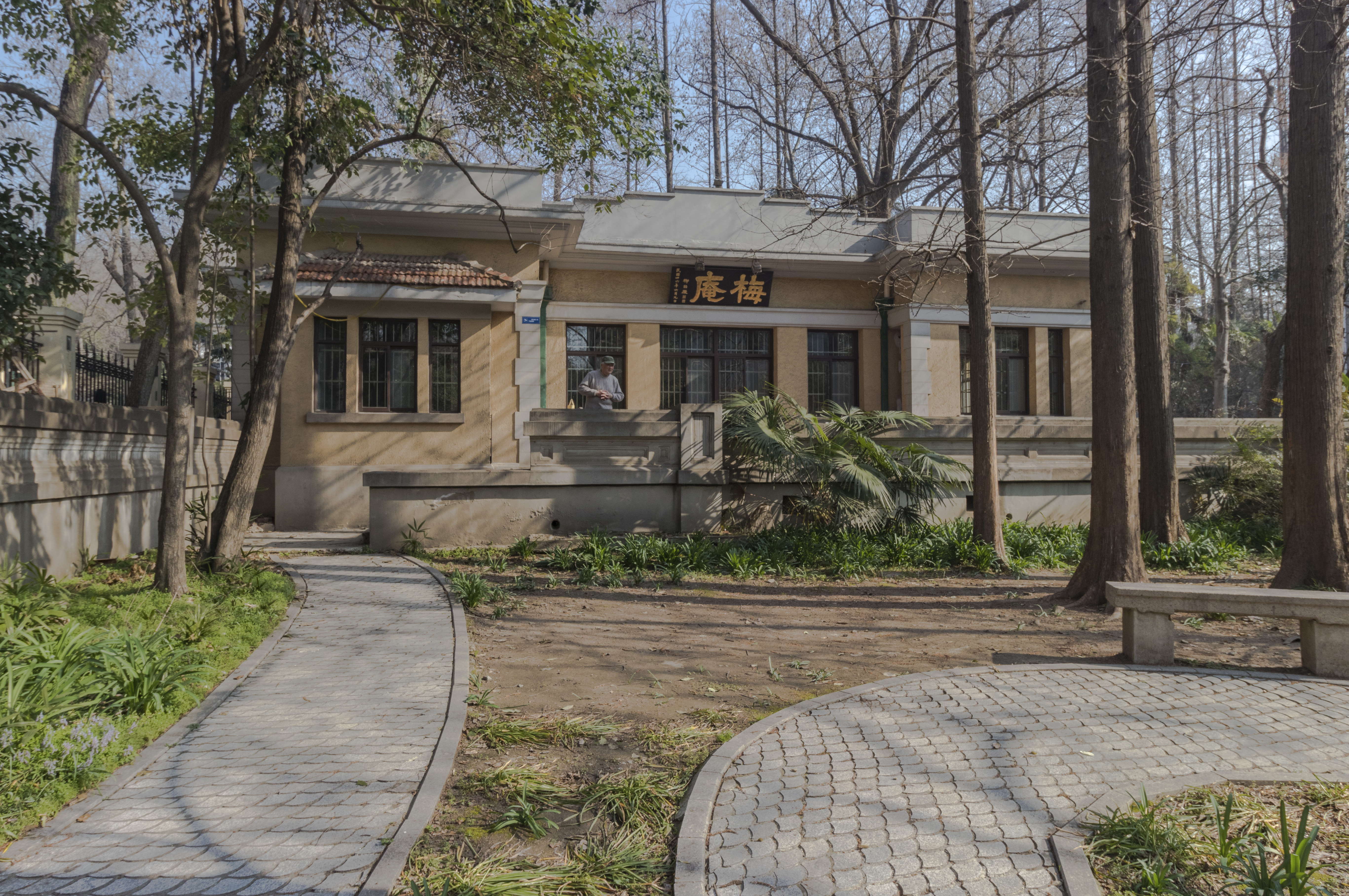
梅庵

东南大学校园是六朝宫苑的遗址、明朝南京国子监旧址、民国国立中央大学的所在地。校园内的国立中央大学旧址建筑群，以南大门至大礼堂为中轴，大致成对称布局，以西方古典建筑式样的建筑外壳包装具有现代特点的使用空间为主要特点，是民国建筑的代表。
- 大礼堂，位于东南大学四牌楼校园中央，与南大门构成校园中轴。国立中央大学校长张乃燕时，于1930年3月28日动工兴建大礼堂，后因经费问题停工。1930年，国立中央大学校长朱家骅以召开国民会议的名义获得国民政府拨款，建筑系教授卢毓骏主持续建，1931年4月底竣工。大礼堂庄严雄伟，属西方古典建筑风格。主立面为西方古典柱式构图，底层三门南向并立；正立面采用爱奥尼柱式与山花构图，顶覆欧洲文艺复兴时期风格铜质大穹窿顶，顶高34米；堂内三层，面积4320平方米，可容纳2700余人。1965年杨廷宝设计添建两翼建筑，面积2544平方米。 数十年来，海内外校友均视礼堂为母校之象征。1994年4月，中央大学校友余纪忠捐资修葺，使其焕然一新。此处为国民政府第一届全国代表大会旧址。大礼堂是原国立中央大学的标志性建筑，也是现东南大学的标志性建筑。
- 梅庵位于东南大学四牌楼校园西北角。始建于1914年南高时期，初时为三间茅草平顶的平房，以李瑞清之号命名，门前挂有李瑞清手书的校训木匾，上书“嚼得菜根，做得大事”。1932年拆除茅屋，改建为砖混结构平房，面积203.66平方米，有地下室一层。平面布局采用内廊式，建筑风格中西合璧，正面有柳詒题写的“梅庵”匾额。1922年中国社会主义青年团在此成立。现为东南大学艺术学系所在，设中国民艺资料馆。
- 老图书馆，齐燮元为纪念其父齐孟芳捐款建造，帕斯卡尔设计，1923年落成。1933年，经过關頌聲、朱彬、杨廷宝设计扩建，建筑面积达到3813平方米。老图书馆为钢筋混凝土结构，主立面取横三、纵三式，门廊立爱奥尼柱，门额“图书馆”三字为张謇所书，檐下、窗框、门头以浮雕装饰。原馆东西两侧扩建阅览室，背后扩建书库，平面从原来的品字形变为凸字形。现为东南大学办公楼。
- 中大院，1929年落成，李宗侃设计，原为生物馆。大门南向，无门廊，立有四根爱奥尼柱，山花线刻恐龙图案，门楣浮雕图案，轴线对称。1957年杨廷宝设计加建两翼教室。中大院与老图书馆东西相呼应，现为建筑学院系馆。
- 健雄院，始建于1909年，原为两层。1923年遭火灾，经过复建改为三层。建筑平面呈工字形，爱奥尼柱式门廊前伸，无山花，二楼檐下有浮雕纹样装饰。拱形门三个，门窗为铁铸镂花，正门内为扇形大演播室。后曾改名为“江南院”，现名“健雄院”，为无线电工程系系馆。目前为信息科学与工程学院院馆。
- 体育馆，1922年立基，1923年落成，面积 2317平方米。该主楼耗资金6万银元， 游泳池及配套设备4万银元，堪称当时国内高校之最。体育馆建成后，不仅作为体育健身之所，诸多重要活动亦常于兹举行，英国哲学家罗素、美国教育家杜威、印度诗人泰戈尔等，均曾在此作过讲演。

##### 吴健雄纪念馆

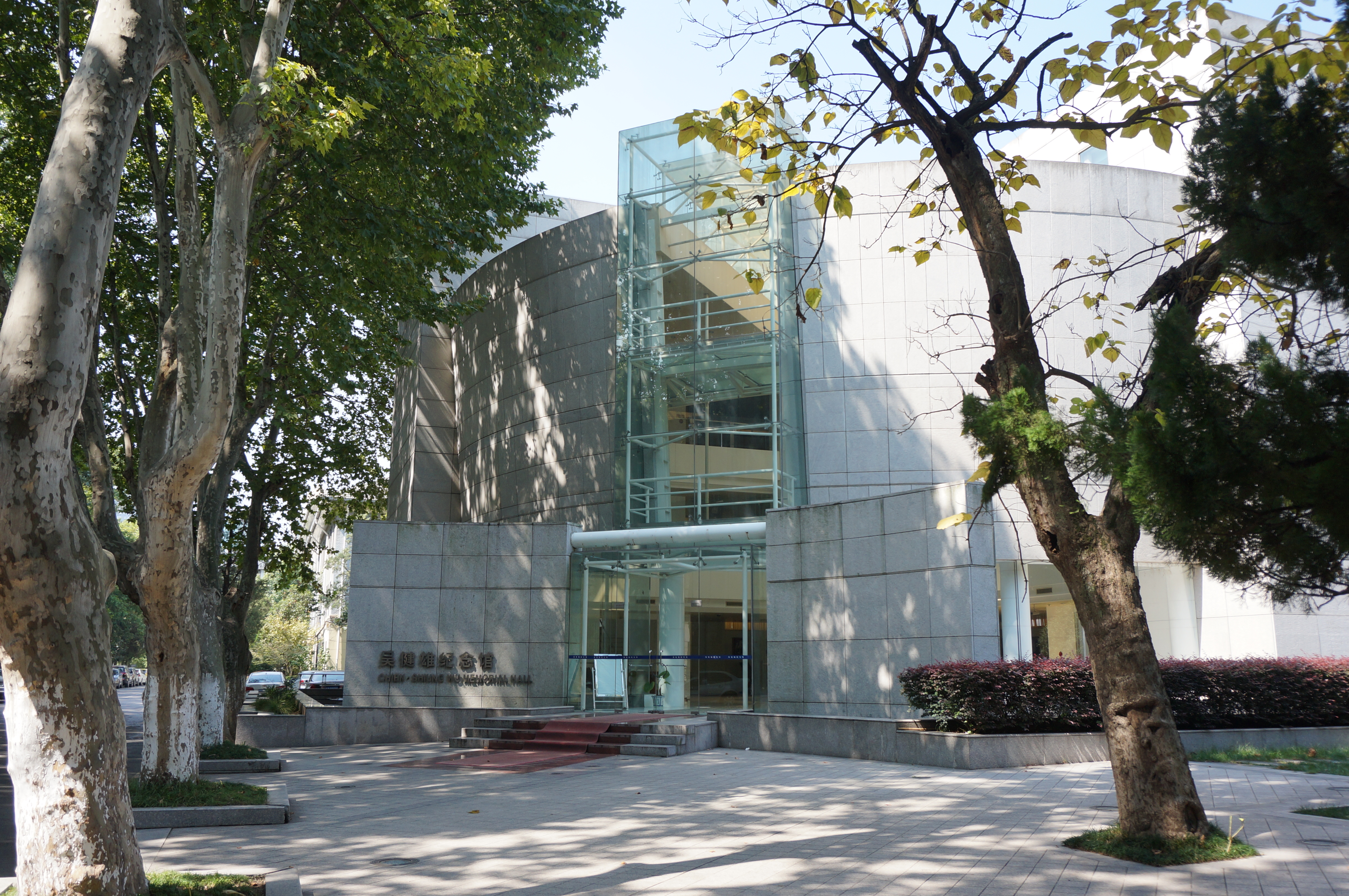
吴健雄纪念馆

1999年经中国政府和中共中央批准建设吴健雄纪念馆（世界上第一所华人科学家专门纪念馆），于2002年建成。纪念馆收藏有吴健雄的所有奖章、奖状等纪念物，由袁家骝教授捐赠，以及吴健雄生前用过的的一些办公用品等。现为校史纪念馆和学术会议报告厅使用。

#### 其他建筑
- 教学楼
  - 中山院
  - 前工院
  - 东南院
- 图书馆
- 院系科研用楼
  - 南高院：现为东南大学太阳能技术研究中心、东南大学MEMS教育部重点实验室驻地。2006年9月九龙湖校区启用前为机械工程学院院馆。
  - 金陵院：现为电子科学与工程学院院馆。
  - 动力楼：原动力系（现能源与环境学院、电气工程学院、自动化学院Rockwell自动化实验室）现为能源与环境学院、电气工程学院共用院馆。2008年3月13日下午六时左右，该楼第四层发生火灾，连同第四层所有房间及屋顶被毁[31]）
  - 健雄院：信息科学与工程学院院馆。
  - 土木馆
  - 五五楼：外国语学院院馆及雅思口语考场。
  - 逸夫科技馆：吴健雄实验室所在地。
  - 逸夫建筑馆：研究生院、土木工程学院、建筑设计院、校史陈列馆等所在地。四牌楼校区最高建筑。
  - 李文正楼：李文正等校友捐资筹建，现为毫米波国家重点实验室，移动通信国家重点实验室和射频与光电集成电路研究所等所在地，各实验室科研主体逐步迁往无线谷。
- 行政办公楼
  - 老图书馆（孟芳图书馆）
  - 五四楼：学校下设机关所在地。
  - 河海会堂：校友会堂。

### 丁家桥校区

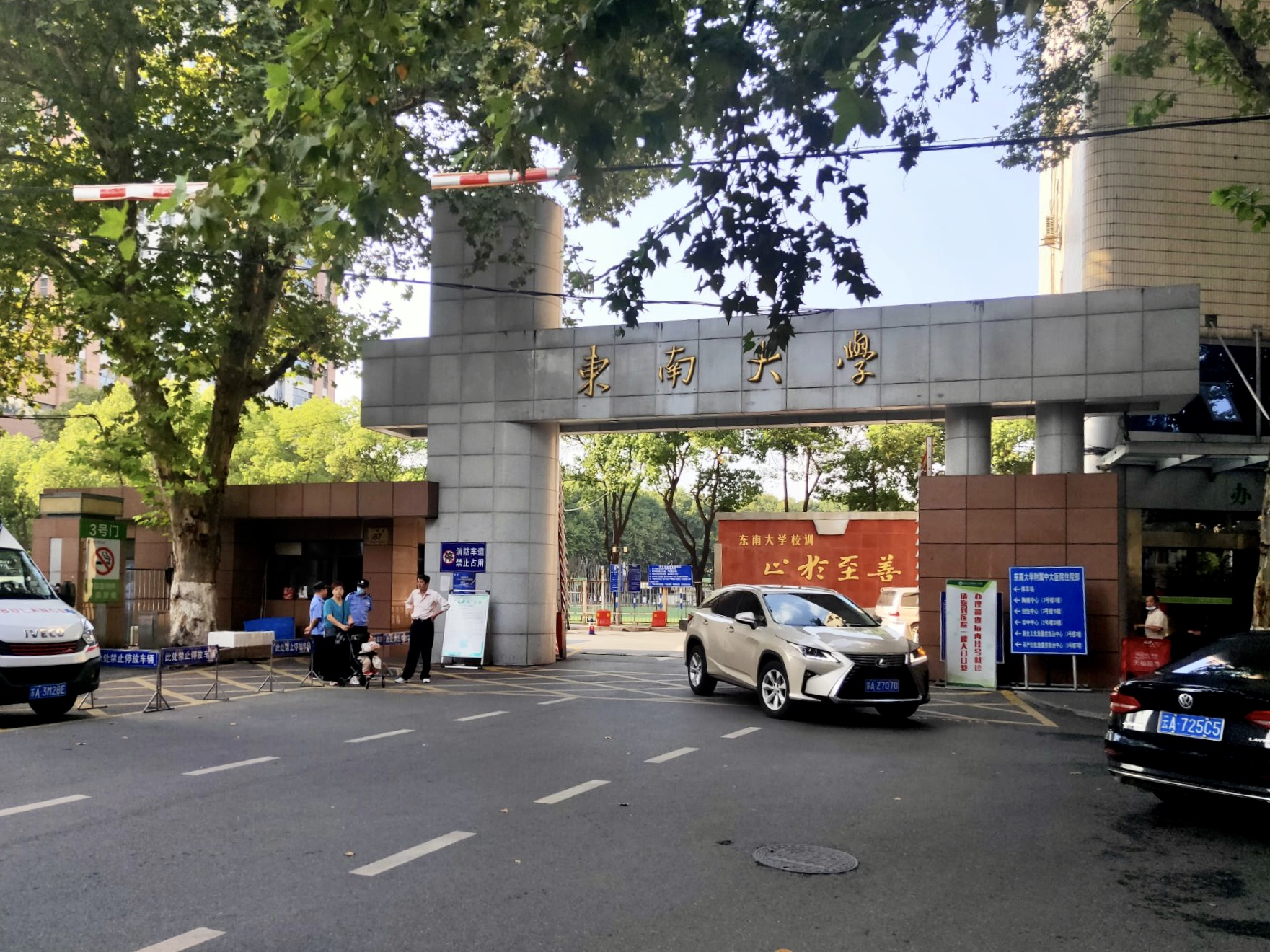
东南大学丁家桥校区大门

丁家桥校区位于鼓楼区丁家桥，占地176亩，是东南大学医学院、公共卫生学院和东南大学附属中大医院等院系所在地。原为南京铁道医学院校园，历史上曾为中央大学丁家桥二部的一部分。

### 九龙湖校区

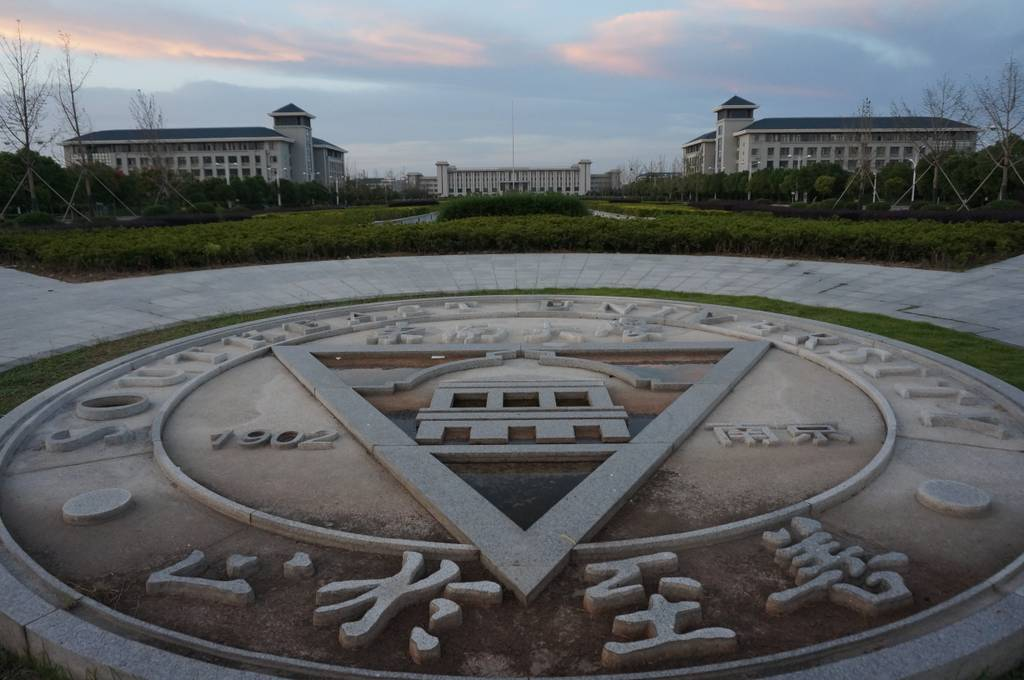
东南大学九龙湖校区南门校徽

2006年夏季起，东南大学主教学区迁至九龙湖校区，由此掀开东南大学发展史上崭新的一页。九龙湖校区坐落在江宁开发区南部，苏源大道以东、双龙大道以西、东南大学路以北、吉印大道以南的范围内，总积 3752.35亩。九龙湖校区建筑规划以东南大学的历史文脉为依据，采取公共核心教学组团与专业教学族群组团相结合的校园建筑形态，形成中西合璧、绿色开放的森林之城和活力之城。九龙湖校区已建成教学区、科研实验区、行政区、本科生生活区、研究生生活区、教师生活区、后勤保卫区等，总建筑面积约59.9万平方米。无线谷建于九龙湖校区以南。

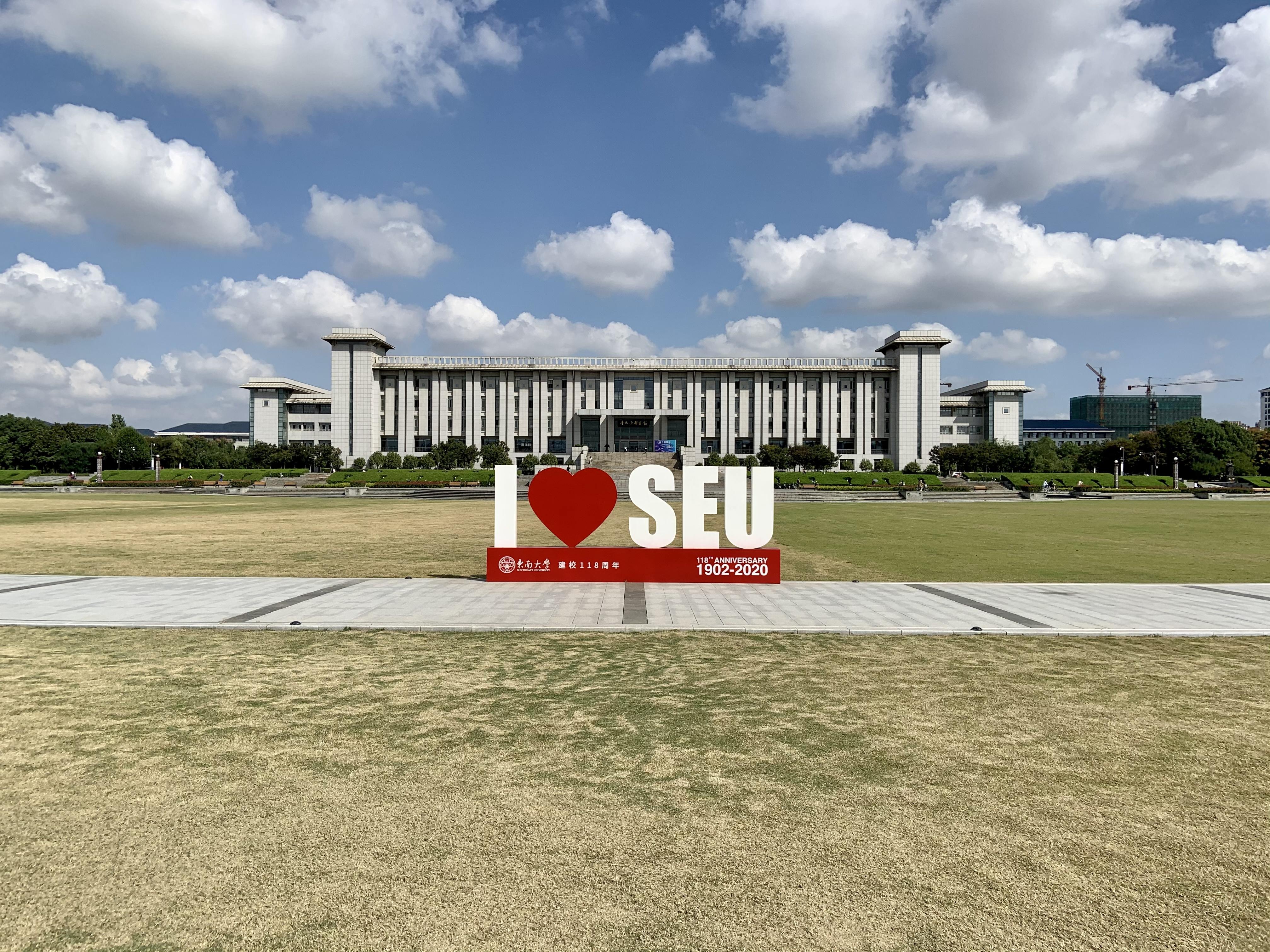
图书馆、大草坪及118周年校庆标志物
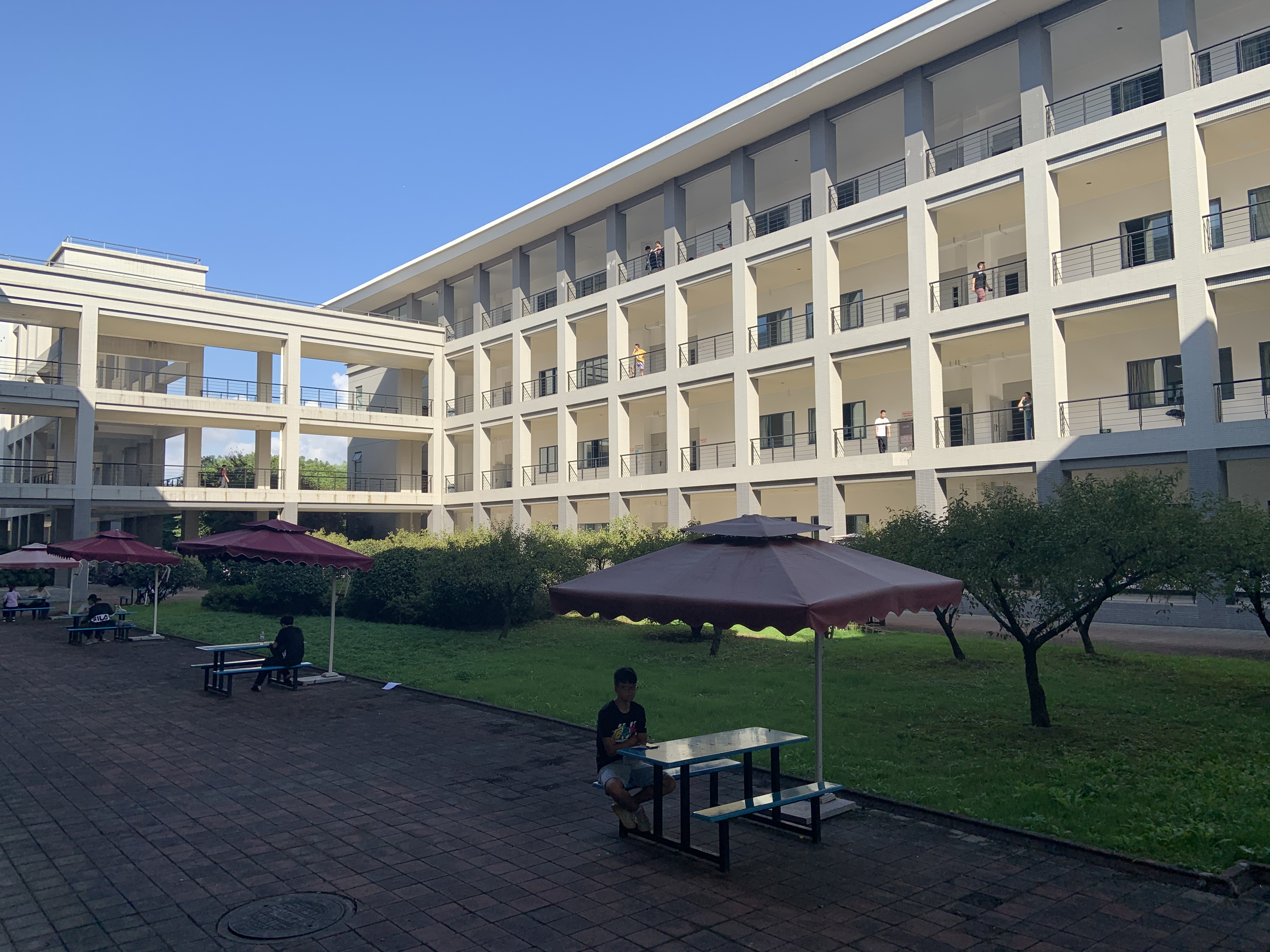
教学楼内部
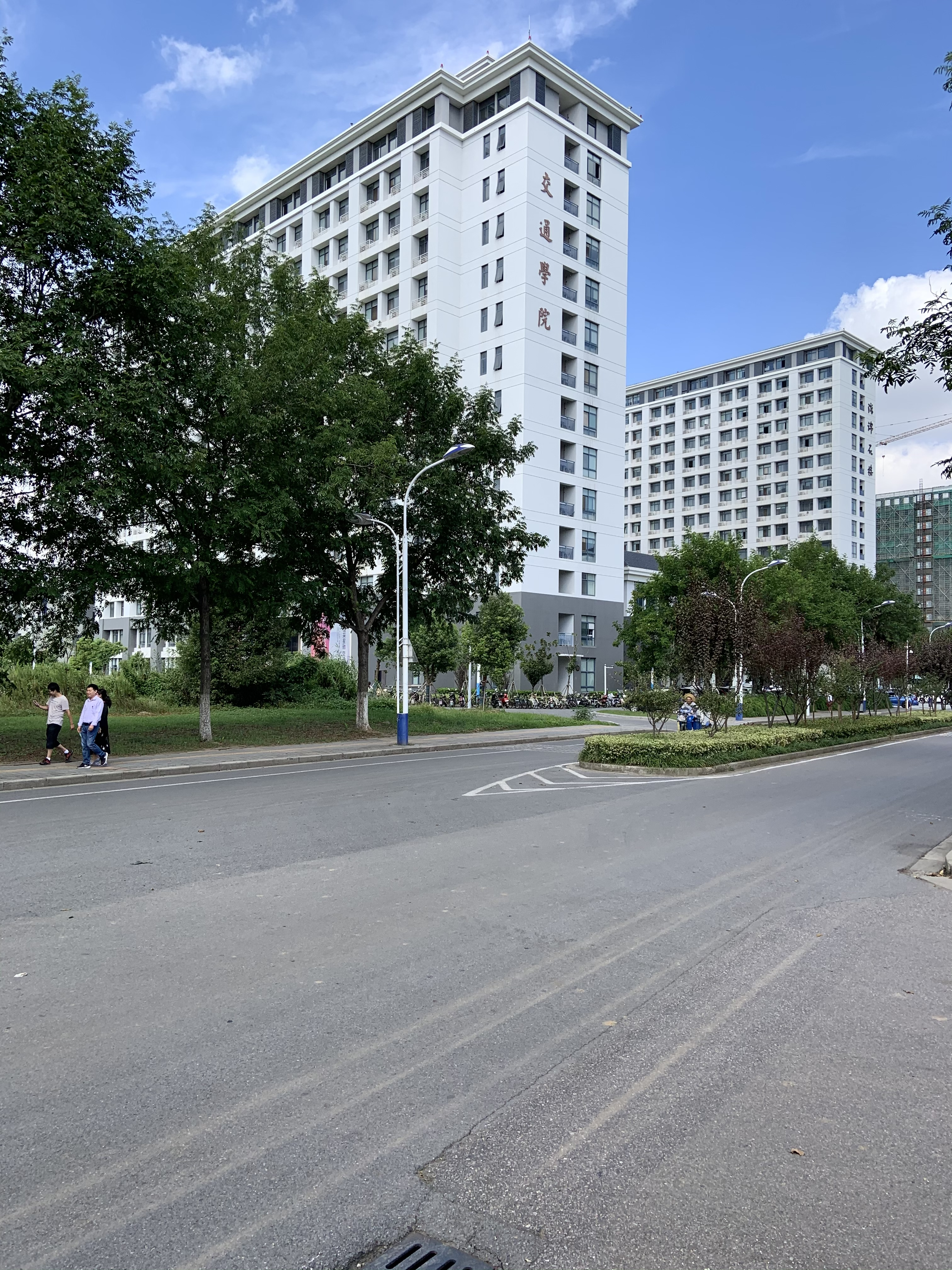
土木交通楼
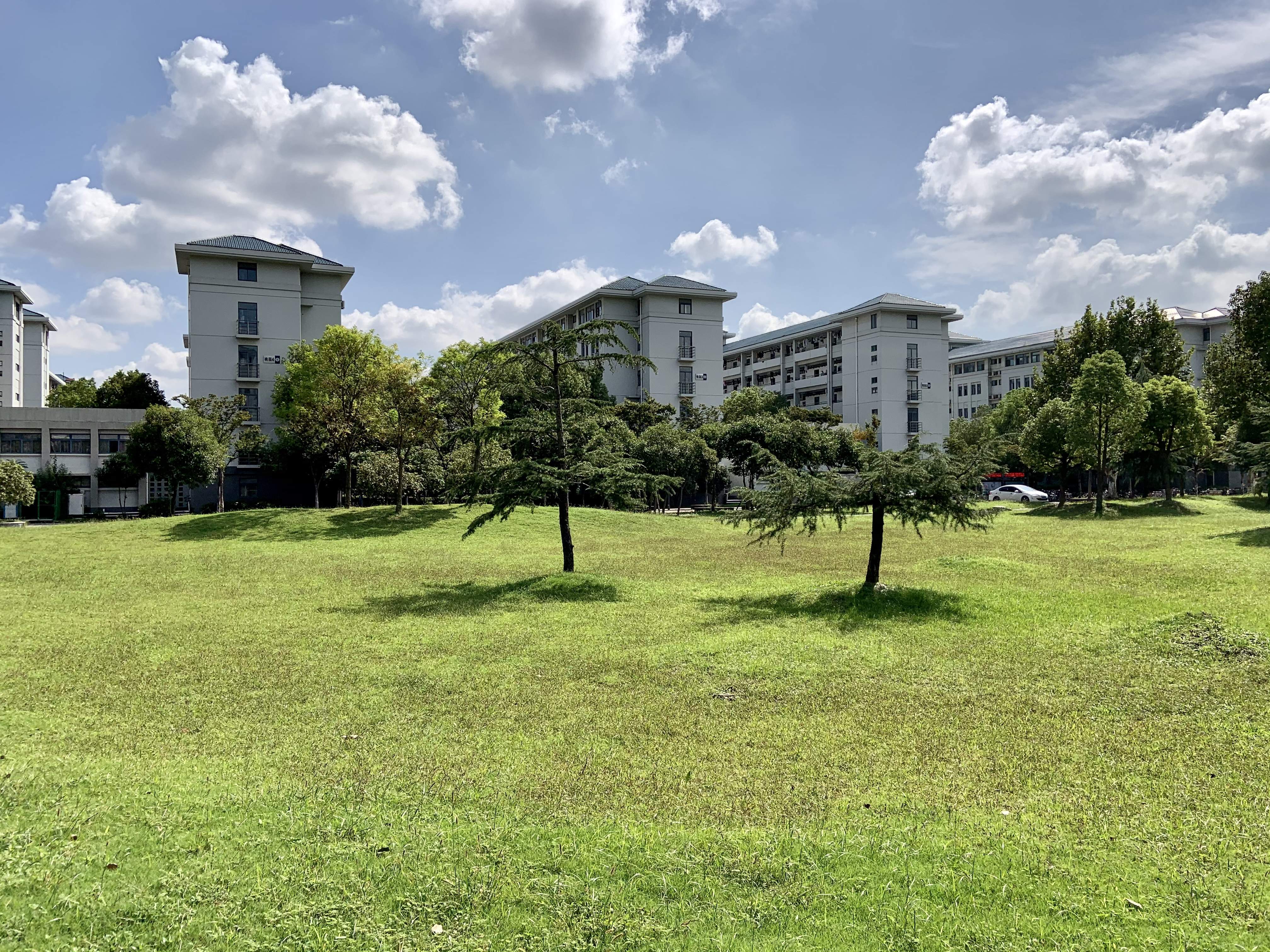
桃园宿舍楼群
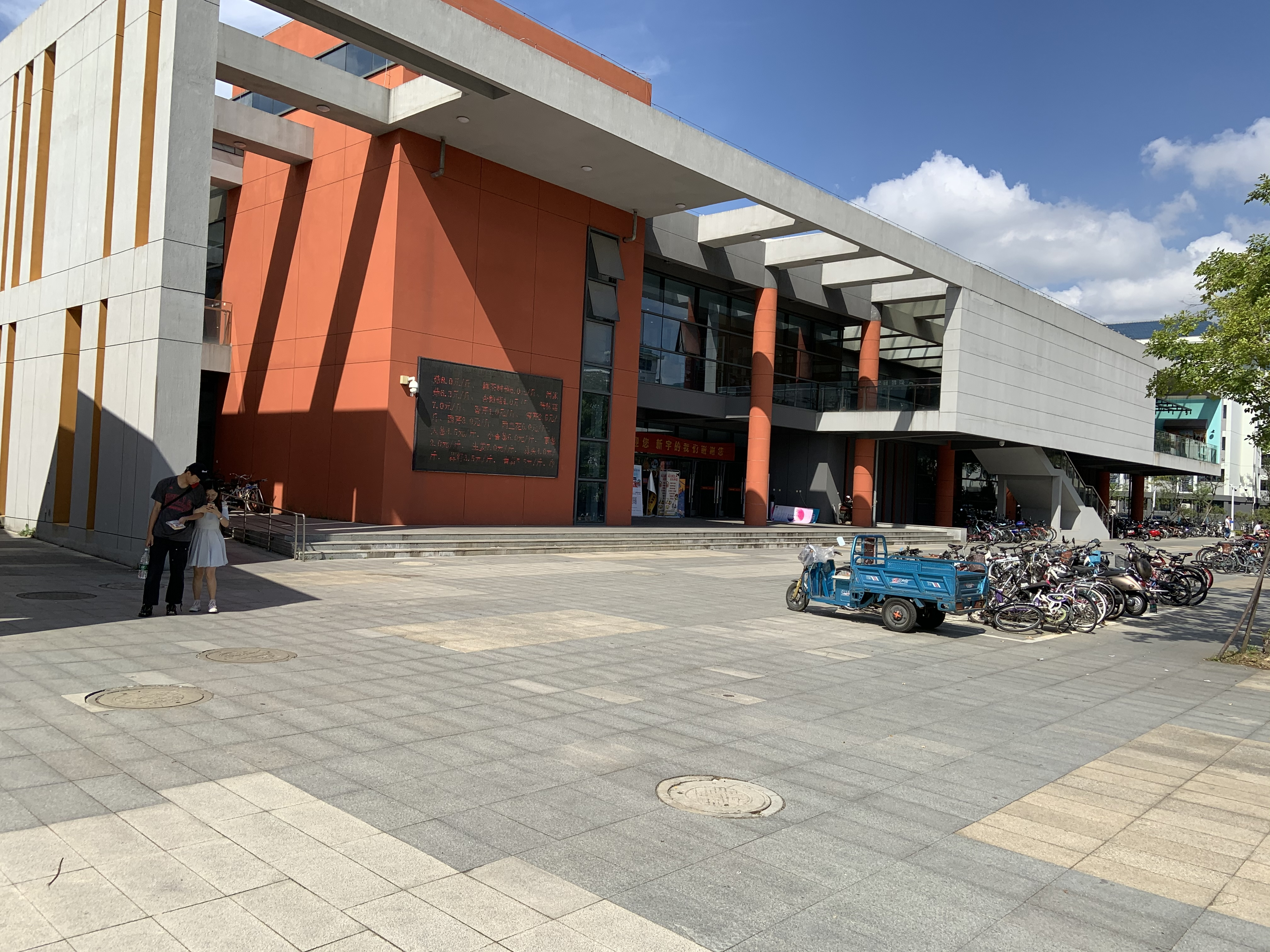
桃北食堂

#### 规划设计
九龙湖校区采取大致对称的轴线布局，以南北方向中央大道为主轴、东西方向南工路为副轴，两条轴线交汇于校园中心的李文正图书馆。以该图书馆为中心，校园以三组环路层层展开，由里向外依次布置公共教学区、学院教学区、生态景观区和生活区组团。九龙湖水被从校园西北角引入校区，并在校园内形成主要的景观空间。校园最内层环路形态接近正圆，但在西北角被九龙湖截断，并以九曲桥连接，暗合东南大学“止于至善”的校训。
九龙湖校区最初的规划与设计由齐康主导，校内建筑设计大致遵循六层白墙坡屋顶的设计风格，教学建筑采用蓝灰色屋顶而学生宿舍采用绿灰色屋顶。自2016年起，九龙湖校区由王建国主持进行了规划修编，后续新建楼栋开始出现高层建筑，外观上也更富多样性，如土木交通教学科研楼、信息电子教学综合楼和能环科研综合楼等。

#### 地标建筑

##### 李文正图书馆

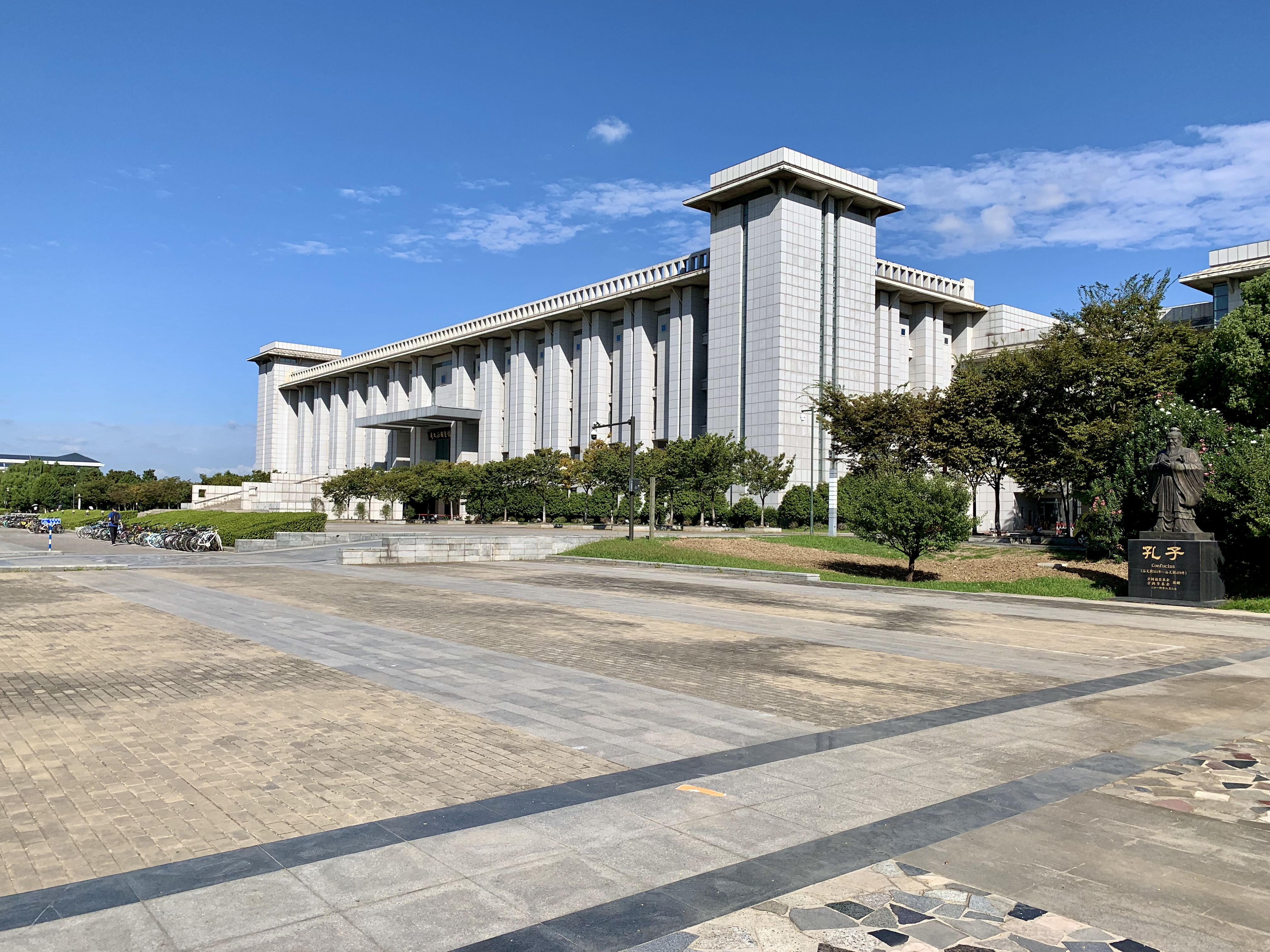
李文正图书馆

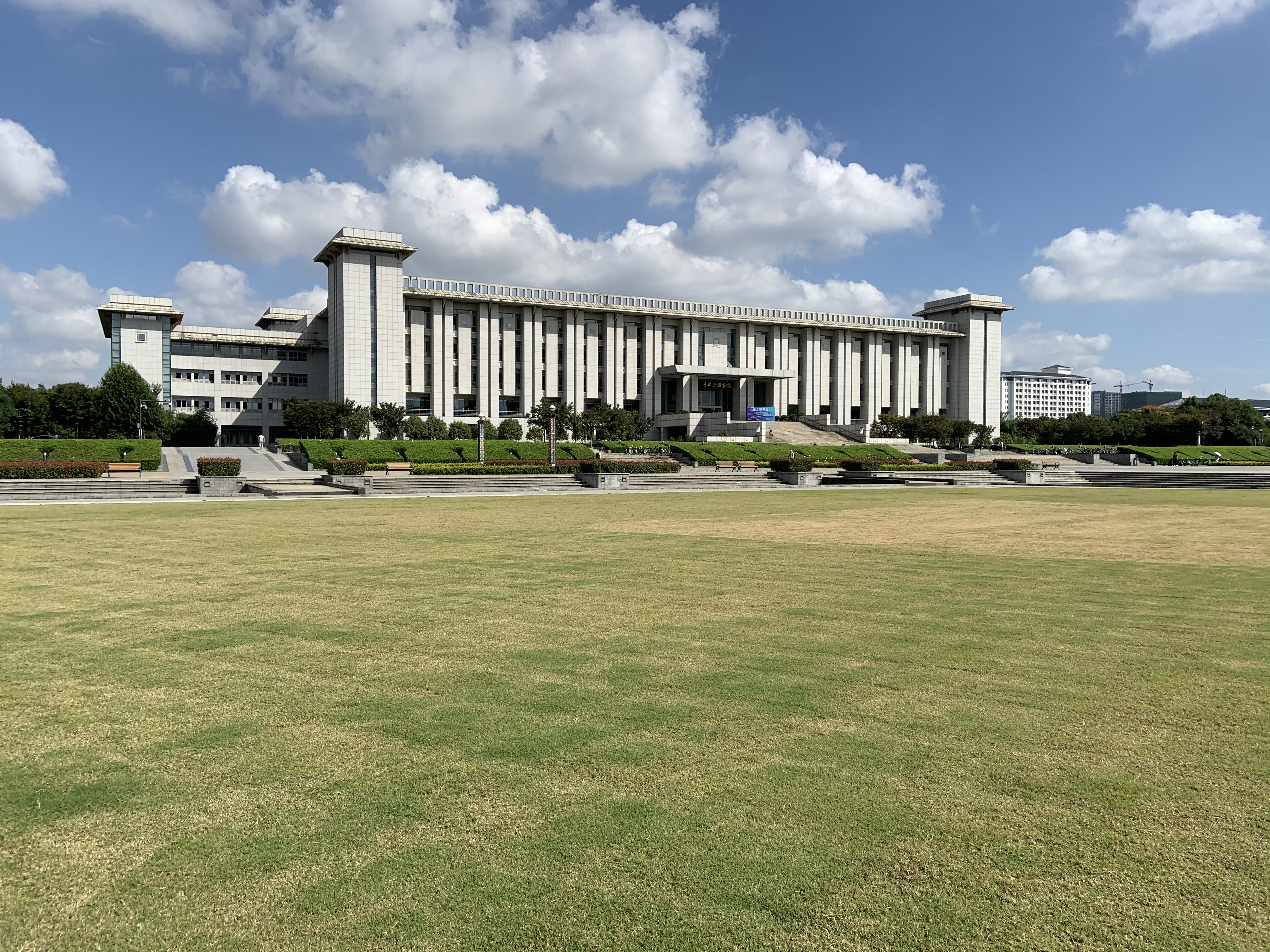
李文正图书馆与大草坪

李文正图书馆由李文正捐赠，齐康设计，高24米，总建筑面积53828平方米，建成时是华东地区最大的高校图书馆。李文正图书馆高五层，平面呈日字形，正面宽192米，采用古典三段式构图，全楼以灰白色花岗岩贴饰外立面，并设计了130米宽的柱廊塑造其典雅端庄的形象。馆内两座内庭将自然光引入各个房间，同时两翼的弧形照壁又在庭院内形成了可供公共演讲的户外舞台。图书馆坐落于抬高的基座之上，南面正门进一步以一座4.8米高的楼梯将人群引向2楼主入口，烘托出图书馆作为校园地理中心的威严姿态。图书馆入口楼梯采用40*12cm尺寸，符合人体工程学。李文正图书馆内部除一般书库和阅览室，还提供机房、学术报告厅、咖啡厅、多媒体阅览中心、自习室、展览馆等空间，外国语学院、数学学院目前也暂借此处。

##### 大学生活动中心-焦廷标馆

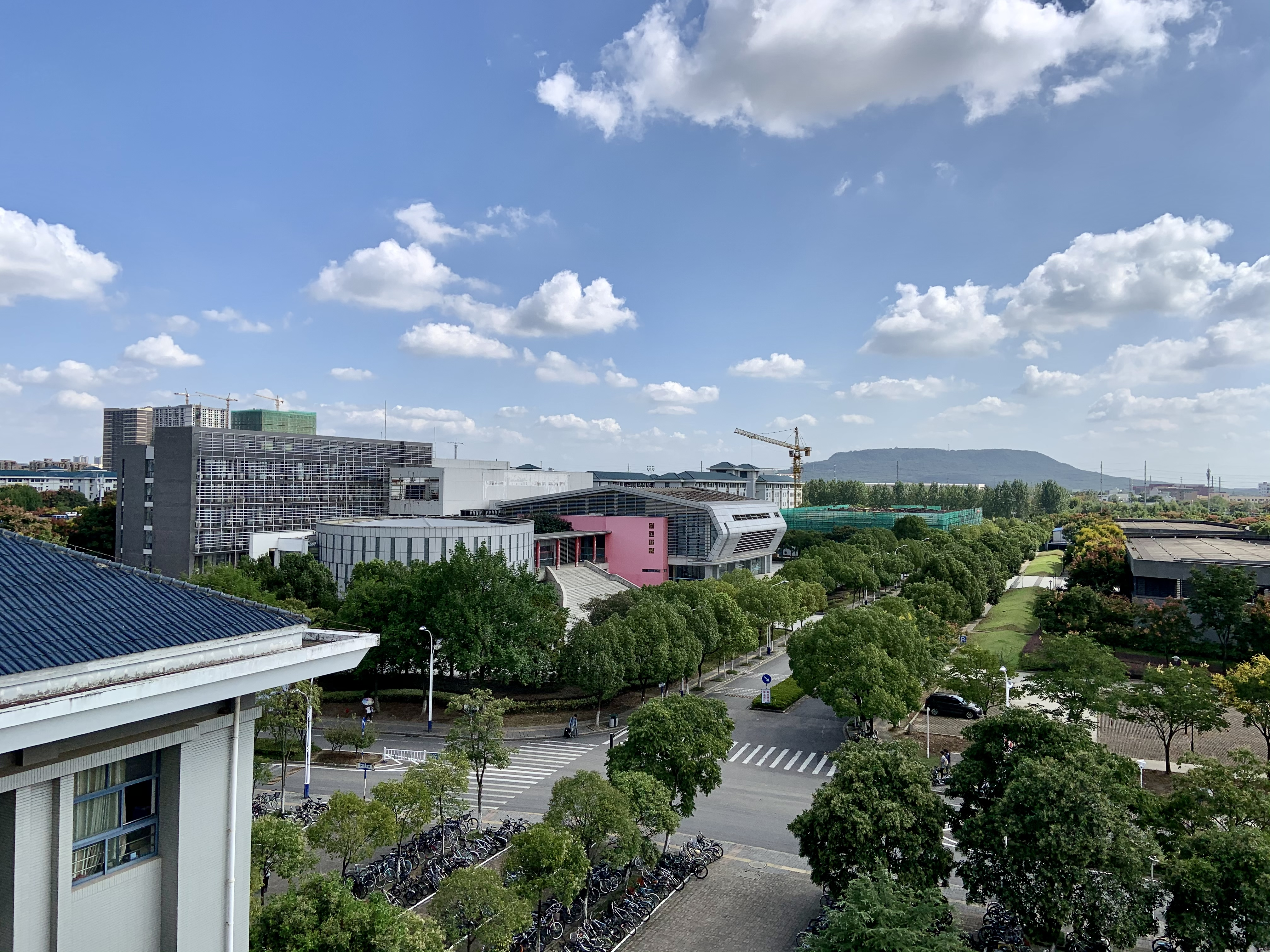
大学生活动中心俯瞰

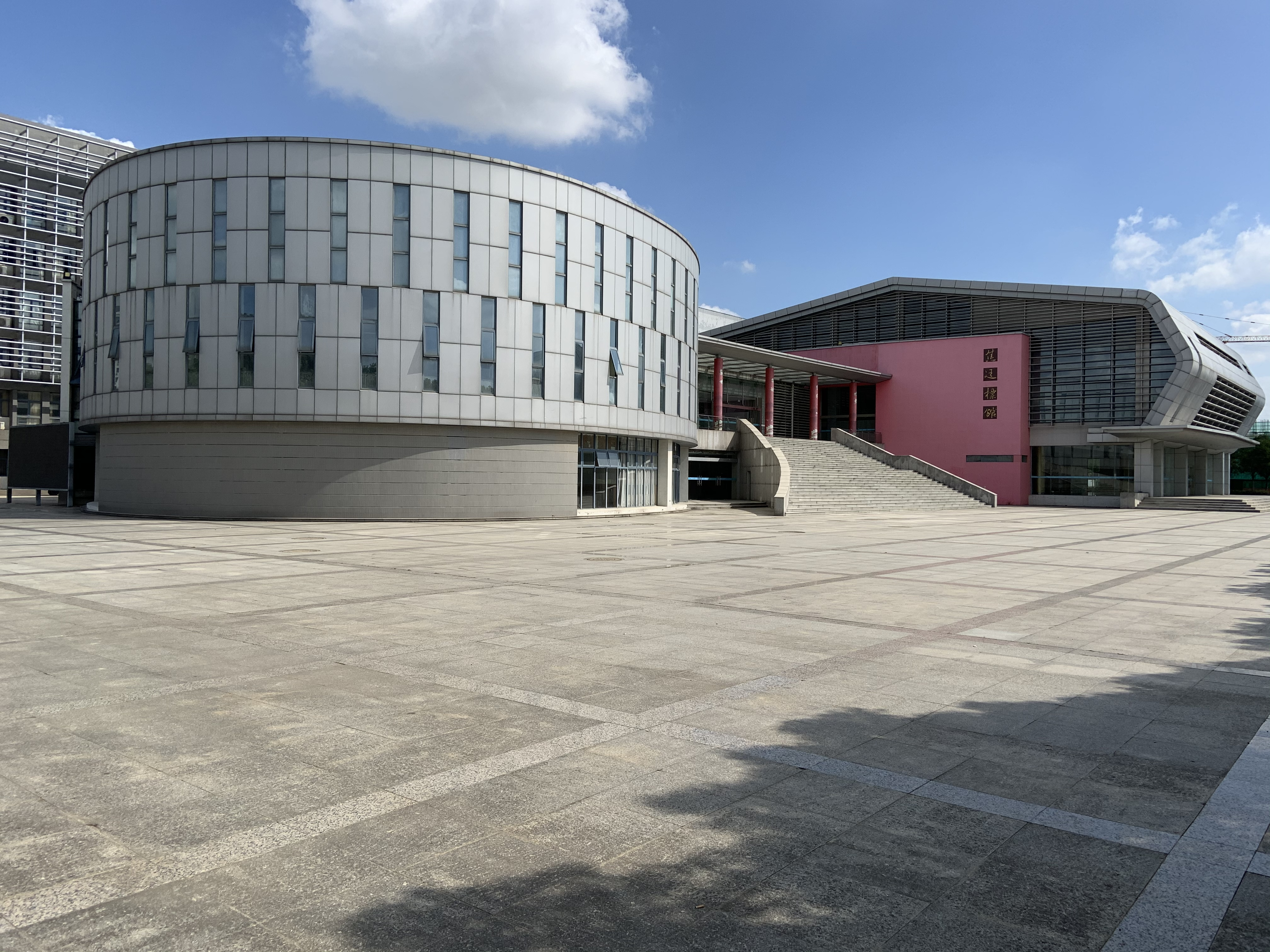
大学生活动中心的圆形报告厅一角

大学生活动中心-焦廷标馆综合体由史晓川设计，总建筑面积16700平方米，于2008年建成投用。大学生活动中心由六层的学生管理用房、圆形的多功能活动厅和舱体形态的1200座礼堂拼接而成，三者维持相对独立的形态，组成非对称、并置状的建筑组合，体现了“青春摇滚”的设计主题。礼堂和学生管理用房合围成L形并面向校园中心打开，南低北高、南开北合的设计也能阻挡来自西北的冷空气而在夏日让南方的自然风尽可能进入建筑，从而达到自然调温、降低能耗的目的。在三个主体建筑物间，采用了红色挡墙、百叶格栅和大台阶等元素进行连接，使得三者既各有特色又紧密结合，在连接处形成丰富多变的空间。该建筑内有心理辅导中心、学生会和社团活动室、办公区域、库房、大型礼堂、艺术排练室、展览空间等场所，为校园内使用频率较高的公共建筑。

##### 体育馆

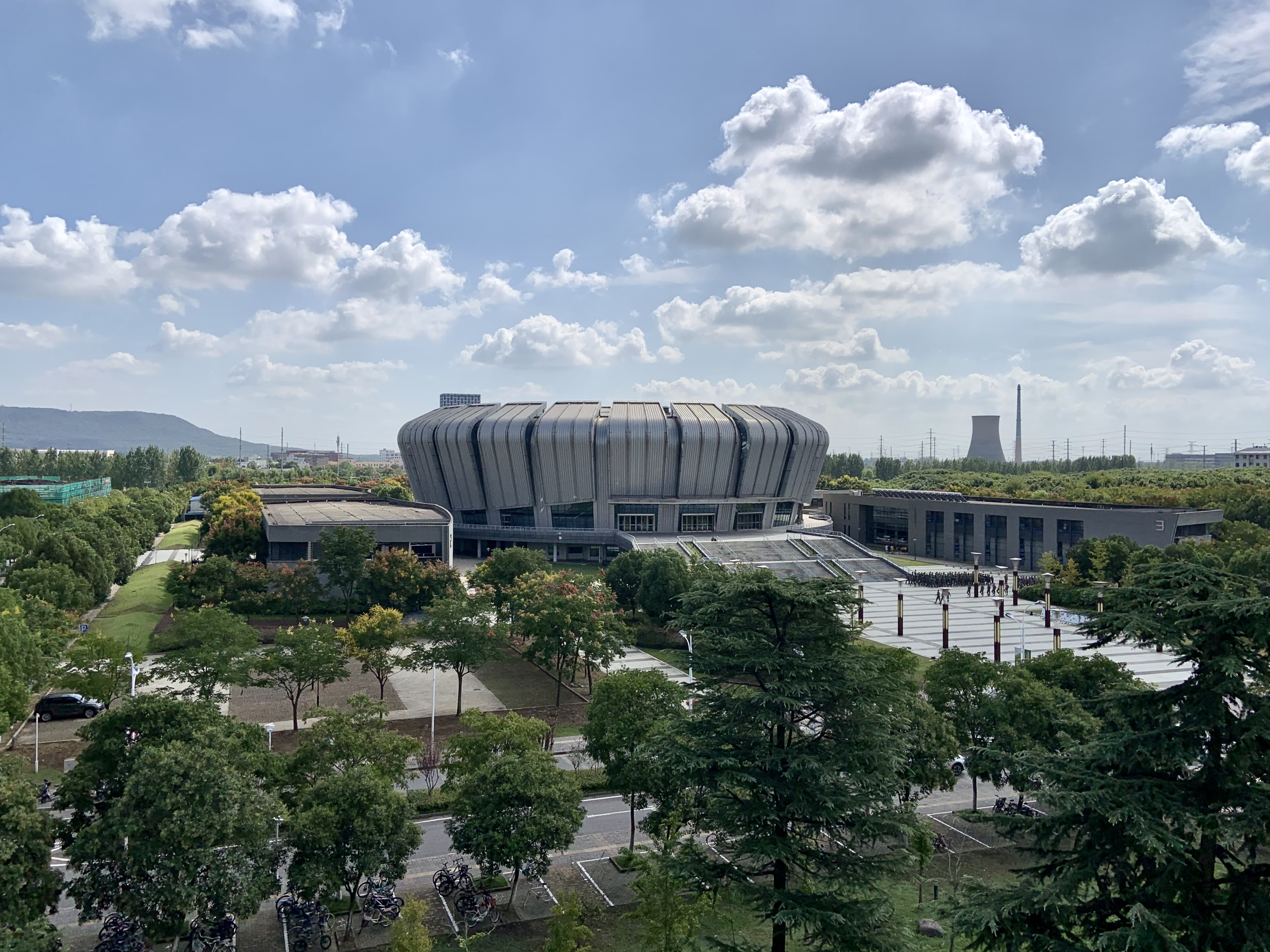
体育馆俯瞰

九龙湖校区体育馆位于校园东门，为东西轴线最重要的门户景观。体育馆占地面积56265平方米，建筑面积2.27万平方米，包括一座单层、局部三层的4500座体育馆和四座室内训练馆。五座场馆在立面材质上进行了统一，同时通过2层平台等结构，在训练馆与体育馆之间营造了大量半室外的灰空间来满足师生多样化需求。体育馆整体平面呈正圆，外形似碗状，通过竖向线条塑造出升腾向上的形态。然而，该馆由于外立面设计粗糙而外形略显呆板，被戏称为“钢菊”并在民间的“中国十大丑陋建筑”投票中屡次被网民提名。

#### 使用情况
至2020年，学校除医学院、公共卫生学院、建筑学院以外的各学院本科生已全部搬入九龙湖校区，大部分学院、行政机构也已搬入九龙湖校区。随着电子信息楼、生医综合楼、能环综合楼、人文社科综合楼和新工科综合楼等的逐步建成，预期东南大学除医学院、公共卫生学院和建筑学院以外的其他全部学院都将搬迁入九龙湖校区。

### 其他校区
浦口校区
20世纪80年代，仅有600亩的四牌楼校园已经不能满足学校发展的需要，学校开始谋求另建新校区。当时的南京市政府施加压力，使东南大学和同样寻求建设新校区的南京大学被迫在浦口区觅地建校，以此建设浦口高新技术开发区。通过征地和土地置换，东南大学在浦口区泰山镇征用土地近千亩，1988年12月奠基动工，1990年9月浦口校区开始运行，1997年夏完成二期建设。2000年，东南大学合并位于浦口校区东侧的南京交通高等专科学校，将浦口校区扩展到1200多亩。2006年起，由于九龙湖校区的正式启用，浦口校区不再作为东南大学的校区，而成为独立的东南大学成贤学院的校址。
无锡分校区
无锡分校区是由中国国家教委和电子部批准，于1988年创办的，其初衷在于融教学、科研、生产于一体，实践高等教育改革，为无锡筹建“中国硅谷”提供人才和科技支持。2006年东南大学、无锡市政府签署产学研合作办学协议，由无锡市无偿提供200亩土地，按照分校发展需要，建设新校区。2007年9月分校新校区落成。无锡分校位于风景优美的无锡高新区太湖国际科技园内，一期工程建筑面积近10万平米，已形成了生活、教学、科研设施配套，本科生与研究生、全日制与在职教育、继续教育等全方位、多层次、多样化办学体系。
东南大学‒蒙纳士大学苏州联合研究生院
东南大学‒蒙纳士大学苏州联合研究生院是中国教育部批准设立的国内第一所中外合作研究生院，纳入全国研究生招生计划，主要培养硕士和博士研究生，发展总规模为1450人。课程由蒙纳士大学和东南大学的教学人员用英语讲授，学生们有机会在墨尔本的蒙纳士大学完成部分学业，毕业时可获得东南大学和蒙纳士大学授予的学位。

## 学术

### 院系设置
| 学院                   | 成立年份 | 专业设置 |
| ---------------------- | -------- | --- |
| 建筑学院               | 1927     | 建筑学、城市规划、风景园林 |
| 机械工程学院           | 1916     | 机械工程、工业工程 |
| 能源与环境学院         | 1923     | 能源与动力工程、建筑环境与能源应用工程、环境工程、核工程与技术 |
| 信息科学与工程学院     | 1923     | 通信与信息系统、信号与信息处理、电路与系统、电磁场与微波技术 |
| 土木工程学院           | 1923     | 土木工程、工程管理、工程力学、智能建造、给排水科学与工程 |
| 电子科学与工程学院     | 1961     | 电子科学与技术、光学工程 |
| 数学學院               | 1921     | 数学与应用数学、信息与计算科学、统计学 |
| 自动化学院             | 1957     | 自动化、机器人工程 |
| 计算机科学与技术学院   | 1960     | 计算机科学与技术 |
| 物理学院               | 1904     | 物理学、应用物理学 |
| 生物科学与医学工程学院 | 1984     | 生物医学工程、生物信息学 |
| 材料科学与工程学院     | 1928     | 材料科学与工程 |
| 人文学院               | 1902     | 政治学与行政学、汉语言文学、社会学、哲学、旅游管理、中国史、应用心理学 |
| 经济管理学院           | 1917     | 国际经济与贸易、金融学、经济学、金融工程、工商管理、会计学、信息管理与信息系统、电子商务、物流管理                                                                                       |
| 电气工程学院           | 1923     | 电气工程及其自动化 |
| 外国语学院             | 1902     | 英语、日语 |
| 化学化工学院           | 1920     | 化学、化学工程与工艺、制药工程 |
| 交通学院               | 1923     | 交通工程、道路桥梁与渡河工程、交通运输、港口航道与海岸工程、城市地下空间工程、测绘工程                                                                                                   |
| 仪器科学与工程学院     | 1960     | 测控技术与仪器 |
| 艺术学院               | 1906     | 艺术史论、产品设计、动画设计、美术系 |
| 法学院                 | 1928     | 法学、工程法 |
| 医学院                 | 1935     | 临床医学、医学检验技术、医学影像学 |
| 公共卫生学院           | 1976     | 预防医学、劳动与社会保障 |
| 公共卫生学院           | 1976     | 预防医学、劳动与社会保障 |
| 软件学院               | 2001     | 软件工程 |
| 微电子学院             | 2003     | 集成电路设计 |
| 马克思主义学院         | 1952     | 当代世界马克思主义研究中心、生态哲学与中国发展研究中心、中国特色社会主义理论研究基地、习近平新时代中国特色社会主义思想研究部、马克思主义基本理论研究中心、中国传统文化发展与教育研究中心 |
| 网络空间安全学院       | 2016     | 网络空间安全 |
| 人工智能学院           | 2018     | 人工智能 |
| 生命科学与技术学院     | 1902     | 生物工程、生物科学 |

### 排名聲譽
20世纪50年代的院系调整中建立的南京工学院为单一的工科大学。进入20世纪80年代，学校领导意识到单一学科对学校发展和学生教育的制约，决意向综合性的大学发展，于1988年由工学院更名大学。经过近二十年的发展，成为以工为主，各学科综合发展的大学，以建筑、土木、交通、通信、电子、生物医学、自动控制、机械、艺术学为学术特色。
东南大学的工科学术传统由茅以升在出任国立东南大学首任工科主任时奠定，其在工学领域的历史和贡献著于中国。其中，由中国建筑学先驱刘敦桢等人创建的建筑系是中国高等建筑学的摇篮。土木学科由中国土力学的开拓者茅以升创建。无线电系培养了中国第一位女电子学博士韦钰。交通学院培养了中国第一位交通学科博士王炜。在工学之外，东南大学还创建当代中国第一个艺术学系，设立中国国内第一个的艺术学博士点和第一个艺术学博士后流动站。

### 学科建设
东南大学设84个本科专业，一级学科博士学位授权点37个，33个博士后科研流动站，一级学科硕士学位授权点49个。在东南大学开设的一级学科中，有5个国家一级重点学科及5个二级重点学科（含一级学科覆盖共20个），1个国家重点（培育）学科。
东南大学现有以下一级学科：
| 一级学科             | 第四轮学科评估       | 第四轮学科评估       | 层次 |
| 一级学科             | 评级                 | 排名                 | 层次 |
| -------------------- | -------------------- | -------------------- | ---- |
| 工学                 |                      |                      |      |
| 力学                 | B−                   | 25–32/80             | 博省 |
| 机械工程             | B+                   | 20–37/189            | 博双 |
| 光学工程             | B                    | 18–24/80             | 博省 |
| 仪器科学与技术       | A−                   | 4–7/73               | 博   |
| 材料科学与工程       | B                    | 35–52/172            | 博双 |
| 动力工程及工程热物理 | B+                   | 9–17/84              | 博   |
| 电气工程             | B+                   | 9–16/84              | 博   |
| 电子科学与技术       | A                    | 3–5/106              | 博双 |
| 信息与通信工程       | A−                   | 7–13/137             | 博双 |
| 控制科学与工程       | A−                   | 9–16/162             | 博双 |
| 计算机科学与技术     | B+                   | 24–47/238            | 博双 |
| 建筑学               | A+                   | 1–2/54               | 博双 |
| 土木工程             | A+                   | 1–2/134              | 博双 |
| 测绘科学与技术       | C+                   | 14–17/34             | 硕   |
| 化学工程与技术       | B+                   | 15–29/144            | 博   |
| 交通运输工程         | A+                   | 1–2/52               | 博双 |
| 环境科学与工程       | B+                   | 16–31/155            | 博   |
| 生物医学工程         | A+                   | 1–2/70               | 博双 |
| 城乡规划学           | A−                   | 3–5/51               | 博   |
| 风景园林学           | A−                   | 3–5/56               | 博双 |
| 软件工程             | B+                   | 17–33/165            | 博   |
| 网络空间安全         | 不適用               | 不適用               | 博省 |
| 理学                 |                      |                      |      |
| 数学                 | （ESI 2023：7/67）   | （ESI 2023：7/67）   | 博省 |
| 物理学               | （ESI 2023：18/73）  | （ESI 2023：18/73）  | 博省 |
| 化学                 | （ESI 2023：40/313） | （ESI 2023：40/313） | 博   |
| 生物学               | 不適用               | 不適用               | 博省 |
| 系统科学             | 不適用               | 不適用               | 博   |
| 统计学               | 不適用               | 不適用               | 硕   |

| 一级学科 | 第四轮学科评估       | 第四轮学科评估       | 层次 |
| 一级学科 | 评级                 | 排名                 | 层次 |
| --- | -------------------- | -------------------- | ---- |
| 哲学、经济学、法学、教育学、文学、历史学                                                                                  |                      |                      |      |
| 哲学 | B+                   | 9–16/84              | 博   |
| 应用经济学 | B+                   | 16–31/155            | 博   |
| 法学 | （第三轮：29–40/86） | （第三轮：29–40/86） | 博   |
| 社会学 | 不適用               | 不適用               | 硕   |
| 马克思主义理论 | 不適用               | 不適用               | 博省 |
| 教育学 | 不適用               | 不適用               | 硕   |
| 心理学 | 不適用               | 不適用               | 硕   |
| 体育学 | 不適用               | 不適用               | 硕   |
| 中国语言文学 | 不適用               | 不適用               | 硕   |
| 外国语言文学 | 不適用               | 不適用               | 博省 |
| 中国史 | 不適用               | 不適用               | 硕   |
| 医学 |                      |                      |      |
| 基础医学 | 不適用               | 不適用               | 博   |
| 临床医学 | （ESI 2023：43/203） | （ESI 2023：43/203） | 博省 |
| 公共卫生与预防医学 | （第三轮：7/33）     | （第三轮：7/33）     | 博省 |
| 护理学 | 不適用               | 不適用               | 硕   |
| 管理学 |                      |                      |      |
| 管理科学与工程 | A−                   | 10–18/187            | 博   |
| 工商管理 | B                    | 25–48/240            | 博   |
| 公共管理 | B−                   | 44–57/143            | 博   |
| 图书情报与档案管理 | 不適用               | 不適用               | 硕   |
| 艺术学 |                      |                      |      |
| 艺术学理论 | A+                   | 1–2/50               | 博双 |
| 设计学 | B                    | 19–28/94             | 硕   |
| 交叉学科 |                      |                      |      |
| 集成电路科学与工程 | 不適用               | 不適用               | 博省 |
| - 博：博士、硕士学位授予权一级学科 - 硕：硕士学位授予权一级学科 - 双：第二轮“双一流”建设学科 - 省：“十四五”江苏省重点学科 |                      |                      |      |

### 科研基地
东南大学现有3个国家重点实验室，1个国家专业实验室，5个国家工程（技术）研究中心，11个教育部重点实验室，5个教育部工程（技术）研究中心，13个江苏省重点实验室，9个江苏省工程（技术）研究中心，并以此为依托形成了一批重点科研基地。
国家重点实验室：
- 移动通信国家重点实验室
- 毫米波国家重点实验室
- 生物电子学国家重点实验室

国家专业实验室：
- 计算机辅助建筑设计（CAAD）国家专业实验室

教育部重点实验室：
- 计算机网络和信息集成教育部重点实验室
- 混凝土及预应力混凝土结构教育部重点实验室
- 微电子机械系统教育部重点实验室
- 发育与疾病相关基因教育部重点实验室
- 儿童发展与学习科学教育部重点实验室
- 复杂工程系统测量与控制教育部重点实验室
- 城市与建筑遗产保护教育部重点实验室
- 环境医学工程教育部重点实验室
- 微惯性仪表与先进导航技术教育部重点实验室
- 水声信号处理教育部重点实验室
- 能源热转换及其过程测控教育部重点实验室

江苏省重点实验室：
- 江苏省网络与信息安全高技术研究重点实验室
- 江苏省生物材料与器件高技术研究重点实验室
- 江苏省土木工程材料高技术研究重点实验室
- 江苏省先进金属材料高技术研究重点实验室
- 江苏省生物药物高技术研究重点实验室
- 江苏省智能电网技术与装备重点实验室
- 江苏省交通规划与管理重点实验室
- 江苏省计算机网络技术重点实验室
- 江苏省分子影象与功能影象重点实验室
- 江苏省远程测控技术重点实验室
- 江苏省传感网技术重点实验室
- 江苏省工程力学分析重点实验室
- 江苏省微纳生物医疗器械设计与制造重点实验室

国家工程（技术）研究中心：
- 火电机组振动国家工程研究中心
- 国家专用集成电路系统工程技术研究中心
- 国家预应力工程技术研究中心
- 玄武岩纤维生产及应用技术国家地方联合工程研究中心
- 光传感通信综合网络国家地方联合工程研究中心

教育部工程研究中心：
- 智能交通运输系统教育部工程研究中心
- 新型光源技术及装备教育部工程研究中心
- 射频电路集成与系统教育部工程研究中心
- 伺服控制技术教育部工程研究中心
- 低碳型建筑环境设备与系统教育部工程研究中心(筹)

江苏省工程（技术）中心：
- 江苏省信息显示工程技术研究中心
- 江苏省现代混领土耐久性评估与提升工程技术研究中心
- 江苏省污染控制及资源化工程技术研究中心
- 江苏省光电功能材料工程实验室
- 江苏省显示技术工程研究中心
- 江苏省数码技术工程研究中心
- 江苏省光通信器件与技术工程研究中心
- 江苏省伺服工程研究中心
- 江苏省射频与光电集成电路工程研究中心

### 全国研究生数学建模竞赛
2003年，在江苏省学联成立五十周年之际，东南大学、南京大学、中国科技大学、南京师范大学、河海大学、南京航空航天大学、南京理工大学等高校研究生会联合发起举办“首届南京及周边地区研究生数学建模竞赛”。2008年初教育部研究生司正式批准东南大学的申请，将全国研究生数学建模创新能力培养改革和举办全国研究生数学建模竞赛列入研究生创新教育计划项目。东南大学现为该项赛事的组委会主任委员单位，主要负责每一届赛事的组织工作。赛事的承办工作由全国研究生数学建模竞赛组委会成员单位轮流负责。

## 校际合作
国内国际交流合作广泛，已与英国剑桥大学、美国麻省理工学院、马里兰大学、瑞士联邦苏黎世高工、日本东北大学、早稻田大学、德国慕尼黑工业大学、乌尔姆大学、澳大利亚蒙纳士大学、瑞典皇家理工学院、法国雷恩第一大学、俄罗斯国立鲍曼技术大学等100多所大学和研究机构签订了合作交流协议。同时在美国和白俄罗斯3所大学设有3个孔子学院。东南大学与中国其他八所理工特色的985高校大学组成“卓越大学联盟”。同时东大也是“一带一路”高校联盟、“中英大学工程教育与研究联盟”、“中俄工科大学联盟”、“长三角高校合作联盟”的主要成员。

## 校友
根据各高校校友统计惯例以及东南大学自身的发展历史，凡曾在南京工学院及其前身江南高等实业学堂、江苏第一工业学校、南京高等师范学校、河海工科大学、国立东南大学、第四中山大学，国立中央大学、南京大学、金陵大学、私立江南大學有关系科、东南大学（包括整体并入的南京铁道医学院、南京交通高等专科学校、南京地质学校）各种学历层次学习过的学生（包括肄业生、转校生、毕业生、研究生、进修生、成人教育、留学生）和工作过的教职工，均为东南大学校友。